# الخط الزمني للحرب الأهلية السورية (مايو–أغسطس 2011)
يتضمن الخط الزمني للحرب الأهلية السورية من مايو إلى أغسطس 2011 الأحداث التي شهدتها سوريا في ظل الحرب الأهلية المستمرة منذ مارس 2011، وقد جرى خلال هذه المرحلة الانتقال من الانتفاضة المدنية إلى التمرّد المسلح.

## التسلسل الزمني
نقلت محتويات هذا القسم إلى ويكي الأخبر، يُمكن مراجعتها في تصنيف أيام الانتفاضة السورية هناك.

### شباط/ فبراير
في يوم الخميس 17 فبراير/شباط 2011 م وعلى غير المتوقع اشتعلت مظاهرة بشكل عفوي حيث بدأ الأمر عندما انهال رجال شرطة بالضرب على ابن لأحد ملاك المحلات في منطقة الحريقة في دمشق، مما أثار سخط الناس في السوق فبدؤوا بالاحتشاد وبترديد عبارات مثل «الشعب السوري ما بينذل». قدر عدد المتظاهرين بحوالي 1500شخص، وقد أدت هذه المظاهرة إلى مجيء وزير الداخلية السوري الذي تحاور مع المحتجين وسألهم عن مطالبهم، ثم وعد بإجراء تحقيق بشأن ما حدث للشاب الذي ضرب، ثم انفضت المظاهرة.

#### 27 / فبراير / 2011م
في 27/ فبراير ـ شباط / 2011 م وبحسب ما جاء في محطة الجزيرة الإخبارية وروايات هيثم مناع رئيس اللجنة العربية لحقوق الإنسان، إحدى المنظمات السورية المعارضة وروايات أخرى متطابقة، فإن السلطات السورية قامت باعتقال بعض المراهقين بعد أن قام هؤلاء بكتابة عبارات مناهضة للنظام الحاكم على جدران مدرستهم في محافظة درعا متأثرين بموجة الثورات العربية. وقد تم تعذيبهم وسادت حالة من الغليان الشديد في محافظة درعا بسبب هذه الحادثة.

### شهر مارس ـ آذار
في شهر مارس بدأت بعض صفحات موقع فيسبوك تدعو إلى التظاهر خلال يوم الثلاثاء 15 مارس تحت شعار «يوم الغضب»، وبالفعل خرجت مُظاهرة في سوق الحميدية خلال ذلك اليوم شارك فيها العشرات، وكانت المُظاهرة الثانية بعد مظاهرة 17 فبراير المَذكورة آنفاً. وقد حاول الأمن في البداية إقناع المتظاهرين بلطف بالانفضاض، لكن سرعان ما جاءت مجموعة من البلطجية وشكلت مظاهرة مؤيدة لبشار الأسد، ثم اصطدمت مع المظاهرة المُعارضة وفضتها.

#### 16 آذار
في يوم 16 مارس اعتصام أمام مبنى وزارة الداخلية السورية تحول إلى مظاهرة  في ساحة المرجة، حيث احتشد المُتظاهرون الذين بلغ عددهم وقتها 150 شخصاً وأخذوا بالهتاف ضد النظام. ، ثم قام الأمن سريعاً بتفريق المُظاهرة واعتقال 32 شخصاً من المُشاركين بها.

#### 18 آذارـ مارس 2011م الانطلاقة الفعلية للثورة السورية بعد كل تلك الإرهاصات في «جمعة الكرامة»
في يوم 18 مارس وعلى إثر حادثة اعتقال الأطفال المذكورة آنفا انطلقت مظاهرات حاشدة في درعا جنوب سورية شارك فيها المئات احتجاجاً على الاعتقالات والقمع والفساد وتنديداً ببعض رجال الدولة من بينهم رامي مخلوف وعاطف نجيب الذي رفض مطالب أهل درعا بإطلاق سراح أبناهم، وقد قابل الأمن هذه المُظاهرات بإطلاق الرصاص الحي مما أدى إلى سقوط 4 قتلى وعدد من الجرحى منهم حسام عياش ومحمود جوابرة وهما أولى ضحايا الثورة السورية. ويُقال إنه خرجت مظاهرات في نفس اليوم في مناطق أخرى من سورية.

#### 19 آذار
بعد أحداث اليوم الماضي في درعا، شهد يوم السبت 19 مارس خروج المَزيد من المُظاهرات في نفس المدينة لتشييع قتلى الجمعة، وقد رد الأمن بإطلاق المَزيد من النار على المشيعين.

#### 20 آذار
بحسب ناشطين معارضين، جابت في 20 مارس مجموعة ممن يُسمون الشبيحة شوارع مدينة درعا وأطلقت النار بشكل عشوائيّ على السكان وأثارت الرعب في المنطقة. وقد سقط قتيل جديد و100 جريح خلال ذلك اليوم أثناء تفريق مُظاهرة جديدة في المدينة تجاوز المشاركين فيها 10,000 شخص. ويمكن تشبيه مدينة درعا في سوريا بمدينة سيدي بوزيد في تونس التي انطلقت منها شرارة الاحتجاجات ومن ثم الثورة في تونس.
وتحت الضغط المُتزايد، اضطر بشار الأسد في آخر الأمر إلى إقالة مُحافظ درعا في اليوم ذاته، إلا أن الاحتجاجات استمرت وأحرق المتظاهرون مقر حزب البعث السوري في المُحافظة ومبنيين آخرين لشركتي اتصالات بحسب رواية النظام ولكن المتظاهرين نفوا هذا واتهموا النظام بافتعال هذه الحرائق وإلصاقها بالمتظاهرين. كما أطلقت السلطات سراح 15 سجيناً كانوا قد اعتقلوا في مُظاهرات «جمعة الغضب» كمُحاولة أخرى لتخفيف السخط الشعبي عليها.

#### 21 آذار
في يوم 21 مارس استمرت المُظاهرات في محافظة درعا لليوم الرابع دون توقف وامتدت إلى بلدات جاسم ونوى والشيخ مسكين المُجاورين لمدينة درعا، وانطلقت كذلك خلال اليوم مسيرات حاشدة أمام «المسجد العمريّ» لتشييع قتيل اليوم السابق، كما ارتفع عدد القتلى إلى 6 بعد اختناق طفل من الغاز المُسيل للدموع الذي استنشقه في اليوم السابق. واستمرت هذه المُظاهرات بالخروج بالآلاف بالرغم من أن السلطات كانت قد أرسلت قبل بدئها أرتالاً من المدرعات والدبابات لتحاصر مدن المحافظة، كما قطعت مُعظم الاتصالات عن درعا.
ارسلت قوات حكومية إلى درعا في محاولة لتهدئة الاحتجاجات، وواستمرت الاحتجاجات في بلدة جاسم التابعة لمحافظة درعا واشارت تقارير لمظاهرات تضأمنية مع درعا في حمص وحماة وبانياس، وتم اتهام رئيس الحكومة اللبنانية سعد الحريري بانه وراء الاحتجاجات لكنه سرعان ما نفى ذلك، واحرق المحتجون في درعا مقر حزب البعث ومباني حكومية أخرى، وأدلى الرئيس الاسد بوعود إصلاحية إلا أن الاعتصام استمر في محيط الجامع العمري في درعا للمطالبة بالإفراج عن السجناء السياسيين ومكافحة الفساد والغاء قانون الطوارئ المعمول به منذ عام 1963، وذكر شهود ان شخصا قد قتل وسقط عشرات الجرحى في إطلاق نار من قوى الأمن على المحتجين.

#### 22 آذار
في يوم الثلاثاء 22 مارس استمرت المُظاهرات بالخروج في مدينة درعا وامتدت أيضاً إلى قراها المُجاورة. وقد استأنف المتظاهرون في اليوم ذاته اعتصامهم في المسجد العُمري في مدينة درعا، وأحاطوه بالحجارة لمنع الأمن من دخوله والتعرض لهم.
كان هناك احتجاجات في درعا وجاسم ونوى والصنمين كذلك افادت تقارير عن احتجاجات في بلدة إنخل وفي بعض مناطق ريف دمشق القريبة من درعا، وقد ذكر شهود انه تم إطلاق نار على محيط الجامع العمري الذي أصبح رمزا للاحتجاجات، ودعت الأمم المتحدة لاجراء تحقيق في مقتل 6 مدنيين في درعا.

#### 23 آذار «الأربعاء الدامي»
اقتحمت قوات الأمن اقتحمت المسجد العمري فجر يوم الأربعاء 23 مارس في الساعة الواحدة والنصف صباحاً تحديداً وأطلقت النار على المُعتصمين الـ500 داخله، مما أدى إلى سقوط 6 قتلى على الأقل في صفوفهم. كما شهد مساء اليوم ذاته هجوماً مُسلحاً من طرف مجهولين على عربة طبية أدى - حسب السلطات السورية - إلى سقوط 4 قتلى بينهم شرطي. ونتيجة لكل هذه الأحداث، فقد خرج الآلاف في مُظاهرة خلال اليوم نفسه من شمال درعا مُتجهين نحو المسجد العمري احتجاجاً على إطلاق النار فيه، إلا أنهم وُوجهوا بالرصاص بدورهم وسقط منهم 3 قتلى رافعين بذلك إجمالي قتلى المُحافظة إلى 15 شخص بينهم شرطيان منذ بدء المظاهرات.
كانت هناك تقارير تفيد بمقتل ما لا يقل عن 15 متظاهرا على أيدي قوات الأمن في درعا جنوب سوريا. وقتل ستة اشخاص على الاقل من جانب قوات الأمن بالقرب من المسجد العمري في درعا، بينهم طبيب ومسعف.وقال شهود عيان انه تم قتل فتاة عمرها 12 عاما من قبل قوات الأمن بالقرب من المسجد.
وقطعت اتصالات الهاتف المحمول لدرعا خلال النهار، وأقيمت نقاط تفتيش في أنحاء المدينة والتي يحرسها جنود قوات الأمن ومنع سيارات الإسعاف من دخول أيضا في مركز المدينة، حيث يقع المسجد.
في مساء كانت هناك تقارير تفيد بأن قوات الأمن السورية فتحت النار على مئات من المتظاهرين الشبان الذين كانوا يسيرون باتجاه درعا.

#### 24 آذار
انطلقت في يوم الخميس 24 مارس مُظاهرات جديدة في درعا تشييعاً لقتلى احتجاجات اليوم السابق شارك فيها ما قدر بـ20,000 شخص، وفي وقت سابق كانت قد خرجت مُظاهرات أخرى من المُدن المجاورة مُتجهة إلى درعا إلا أنها جوبهت بالرصاص الحي. وقد وَردت أنباء في ذلك اليوم عن أن عدد قتلى المظاهرات أعلى بكثير مما قيل، حيث قال مسؤول المستشفى الرئيسي في المدينة أنه تلقى 25 جثة على الأقل لضحايا المظاهرات حتى ذلك الوَقت، بينما أفادت مصادر أخرى أن عدد القتلى تجاوز 100 أو حتى 150 شخصاً. وفي اليوم ذاته، أعلن الرئيس السوري بشار الأسد إطلاق سراح جميع مُعتقلي مُظاهرات درعا تحت الضغط الشديد الذي سببته هذه الاحتجاجات.

#### 25 آذار «جمعة العزة»

بقايا تمثال حافظ الأسد في مدينة درعا بعد تحطيمه وحرقه في جمعة العزة

في يوم 25 مارس انطلقت مُظاهرات عارمة في مُعظم أنحاء سوريا للمرة الأولى تحت شعار «جمعة العزة» بعد أن كانت في السابق مُقتصرة على محافظتي درعا ودمشق بشكل رئيسي. وقد بدأت هذه المُظاهرات من درعا ومُحيطها عندما خرج 10,000 شخص لتشييع قتلى يوم الخميس السابق - بعد انسحاب الجيش من مُحيط المسجد العمري - ومَزقوا صورة كبيرة لبشار وحطموا تمثالاً لوالده حافظ الأسد، لكنهم جُوبهو بالرصاص الحي مما أسقط بينهم 15 قتيلاً، فتحرك مُتظاهرو بلدة الصنمين المُجاورة بدورهم نحو درعا للالتحاق بمظاهرات التشييع، إلا أن قوات الأمن منعتهم من ذلك بإطلاق الرصاص عليهم أيضاً موقعة 20 قتيل على الأقل. ولم يَقتصر الأمر على الصنمين، فقد سارت مُظاهرات أخرى من بلدة داعل نحو درعا أيضاً. كما أن المُظاهرات عادت للاندلاع في ميادين درعا مساءً بعد اختفاء قوات الأمن.
أما في دمشق فقد شارك 200 شخص في مُظاهرات كبيرة بعد صلاة الجُمعة انطلقت من الجامع الأموي، إلا أن قوات الأمن فرقتها. وفي المُقابل فقد خرجت مُظاهرات أخرى مؤيدة لبشار الأسد في المدينة مساءً. وفي بلدة التل المُجاورة خرجت مظاهرة معادية للنظام وكذلك في ضاحية المعضمية ولم يَتوقف الأمر عند هاتين المُحافظتين، فقد اشتعلت المُظاهرات في أنحاء مُختلفة من البلاد. ففي مدينة حمص انطلقت مُظاهرة شارك فيها 500 شخص - بالرغم من خروج مظاهرة أخرى مُؤيدة للنظام -، وفي اللاذقية خرجت مُظاهرة أخرى سقط فيها 5 قتلى جرَّاء مُهاجمة قوات الأمن لها، كما قامت هذه القوات بمحاصرة المدينة ومَنع دخول وخروج السيارات منها وإليها، بينما قطَعَ المتظاهرون الشوراع في منطقة الصليبة ومنعوا الأمن والشرطة والشبيحة من عبورها أو دخول المنطقة، في حين بدؤوا بالتحضير للاعتصام في المدينة.[بحاجة لمصدر] وكذلك خرجت مظاهرات معادية للنظام في محافظة حلب وأيضاً في مدينة حماة وهي أول مظاهرة معادية للنظام تخرج في مدينة حماة بعد مجزرة 1982 م.
في يوم السبت 26 مارس خرجت مُظاهرات حاشدة في درعا وأخرى في بلدة طفس المُجاورة لها التي أُحرق فيها مقر حزب البعث في المدينة ومخفر شرطة، كما شهد وَسط دمشق المَزيد من المُظاهرات. أما في اللاذقية فقد انطلقت المُظاهرات في شوارع المَدينة للمرة الثانية، وحاول المُتظاهرون إحراق مقر حزب البعث فيها، إلا أن قناصي الأمن المُختبئين على الأبنية رَدوا بإطلاق النار عليهم ومَنعوهم من ذلك. كما شهدت المدينة لاحقاً إطلاق نار عشوائي على المدنيين المارة في الطرقات بل وحتى قوات الأمن، مما أدى إلى سقوط قتيلين. كما بدأ الجيش السوري بالانتشار في أنحاء المَدينة خلال ذلك اليوم.

#### 27 آذار
في يوم الأحد 27 مارس شارك 1,200 شخص في درعا بمظارهة أمام المسجد العمري، بينما استمرَّ القنص العشوائي من قبل معارضين في اللاذقية مُسقطاً 12 قتيلاً و200 جريح بحسب الرواية الرسمية.

#### 28 آذار
في يوم الإثنين 28 مارس خرجت مظاهرات حاشدة جديدة في درعا، وقد فرقها الأمن مُستخدماً الرصاص الحي، غير أن المُحتجين رجعوا وعاودوا تظاهرهم بعد ذلك.

#### 29 آذار
تكررت مظاهرات مشابهة لمظاهرات اليوم السابق في 29 مارس بمدينة درعا، بينما خرجت مظاهرات ضخمة أخرى مؤيدة للرئيس السوري في عدة مدن رئيسية مثل دمشق وحلب.

#### 30 آذار
في يوم الأربعاء 30 مارس ألقى الرئيس السوري بشار الأسد - للمرة الأولى منذ بدء الاحتجاجات - خطاباً مُحاولاً تهدئة الأوضاع في البلاد، لكن ما إن انتهى الخطاب حتى خرجت مظاهرات ضخمة شارك بها المئات في مدينة اللاذقية تُعبر عن غضب المُواطنين منه وعدم تقديمه للإصلاحات الكافية، إلا أن سيارة يَركبها مُسلحون تَوجهت نحوهم وأخذت تُطلق النار بشكل عشوائي مُفرقة المُتظاهرين، ووَردت أنباء عن سقوط 25 قتيلاً خلال ذلك.

### نيسان/أبريل

#### 1 نيسان «جمعة الشهداء»
انطلقت مُظاهرات حاشدة في مُعظم أنحاء سوريا يوم الجمعة 1 أبريل تحت شعار «جمعة الشهداء». فقد شارك الآلاف بداية في مُظاهرات حاشدة في مدينة درعا وقراها في جاسم والصنمين وإنخل التي اتجه مُتظاهروها نحو بلدة الصنمين دعماً لها. أما دمشق فقد اشتعلت ضواحيها وقراها، حيثُ شارك أكثر من 2,000 شخص في مظاهرات ضخمة في بلدة دوما، غير أن الأمن أطلق عليهم الرصاص الحي مُسقطاً 10 قتلى بينهم. كما خرجت مظاهرات أخرى في شمال سوريا خصوصاً في حمص التي كانت فيها مظاهرتان إحداهما مُؤيدة للنظام أمام جامع خالد بن الوليد والأخرى مُعارضة شارك فيها المئات أمام جامع النوري ومُتجهة إلى ساحة الساعة، بالإضافة إلى عدة مدن أخرى مثلَ الحسكة والقامشلي وعامودا وبانياس اللاذقية.

#### 2 نيسان
في يوم السبت 2 أبريل شيع مُحتجون في بلدة أنخل قتيلاً سقط في يوم الجمعة السابق، بينما تظاهرَ عشرات آخرون في درعا أمام مبنى سرايا درعا غير أن قوات الأمن اعتقلت عدداً منهم. أما في دمشق فقد تكررت مُظاهرات دوما وانتهت بسقوط 10 قتلى بين المُتظاهرين، في حين بدأ مُتظاهرون في اللاذقية وبانياس اعتصاماً ابتداءً من مساء ذلك اليوم.

#### 3 نيسان
في يوم الأحد 3 أبريل شارك عدد من المُتظاهرين قدرَ عددهم بـ50,000 بتشييع قتلى يوم السبت السابق في بلدة دوما قرب دمشق.

#### 4 نيسان
مظاهرات حاشدة بالالاف بدوما في ريف دمشق لتشييع القتلى.

#### 5 نيسان
شهد يوم الثلاثاء 5 أبريل إضراباً عاماً في مدينة درعا احتجاجاً على قمع المُظاهرات، بينما تظاهر الآلاف في المعضمية قرب دمشق مُشيعين شخصاً قتل بالرصاص على حاجز أمني في المنطقة في وقت سابق، وقد هاجموا خلال ذلك مبنى البلدية في المعضمية. وفي اليوم ذاته دعا ناشطون إلى بدأ مُظاهرات ابتداءً من يوم الأربعاء 6 أبريل وحتى الجمعة 8 أبريل.

#### 6 نيسان
بشار الأسد يأمر بإطلاق مئات المعتقلين وزيادة الأجور وتشكيل حكومة جديدة ويسمح للنساء بارتداء النقاب ومزاولة التدريس. كما أمر بغلق نادي القمار الوحيد في البلاد

#### 7 نيسان
الأسد يمنح الجنسية لعشرات الآلاف من الكرد ويقيل محافظ حمص.

#### 8 نيسان «جمعة الصمود»
في يوم الجمعة 8 أبريل اجتاحت المُظاهرات مُجدداً معظم أنحاء سوريا تحت شعار «جمعة الصمود». فقد انطلقت في مدينة درعا مظاهرات شارك فيها آلاف من الأشخاص الذين هَاجموا مقر حزب البعث في المدينة وحطموا تمثالاً لباسل الأسد، غير أن الأمن أطلق عليها النار مسقطاً ما لا يَقل عن 17 قتيلاً، ولاحقاً قيل إن العدد وَصل إلى 27 قتيلاً. كما شهدت بلدة جاسم المُجاورة لدرعا مظاهرات هيَ الأخرى. أما دمشق فقد اشتعلت ضواحيها تماماً عقب صلاة الجمعة، حيثُ اجتاحت المظاهرات التي شارك فيها الآلاف دوما وحرستا وعربين وداريا والمعضمية والتل والكسوة وزملكا وسقبا[بحاجة لمصدر] وكفرسوسة (التي خرجت مظاهراتها من جامع الرفاعي).
أما في حمص فقد سقط قتيلان بعد تفريق مظاهرات حاشدة، بينما تظاهر 2,000 شخص في حماة ضد النظام قبل تفريقهم هم بدورهم، وفي شرق البلاد خرجت مظاهرات في مدينة البوكمال ودير الزور هتفت لدرعا وللحريا وفي مناطق الأكراد شمالاً حرجت مظاهرات كبيرة في القامشلي وعامودا والدرباسية والمالكية ورأس العين بالرغم من منح بشار الأسد الجنسية للأكراد قبل ذلك بيومين فقط، وأخيراً خرجت مُظاهرات أخرى في مدن الساحل في اللاذقية وطرطوس وبانياس، لكي تُكمل دائرة المُاظهرات في كافة أنحاء البلاد.

#### 9 نيسان
شارك في يوم السبت 9 أبريل ما قدرَ بحوالي 100,000 شخص في مُظاهرة تشييع في درعا وُوجهوا بإطلاق الرصاص الحي مؤدياً إلى وُقوع عدد من الإصابات بينهم. أما في بانياس واللاذقية شمالاً فقد خرجت مظاهرات حاشدة أخرى بالمئات والآلاف، غير أنها فُرقت هيَ الأخرى بإطلاق نار تلاهُ قطع كافة الاتصالات عن مَدينة بانياس. كما شهدت القامشلي بعضَ المُظاهرات هيَ الأخرى.

#### 10 نيسان
شهدَ يوم الأحد 10 أبريل هوَ الآخر مُظاهرات في ضاحية المعضمية في ريف دمشق وفي بانياس شمالاً، التي أطلقت فيها النار ودخلت الدبابات الجزء الشماليَّ منها. هذا وما زال السوريون يخرجون في كل يوم وجمعة بالمظاهرات حتى بلغ عدد المتظاهرين في جميع أنحاء سوريا يوم جمعة ارحل الموافق 1 تموز\يوليو 4 ملايين متظاهر.

#### 11 نيسان
الجيش السوري يدخل بانياس على الساحل السوري وتواصل الاحتجاجات في مدن عدة.

#### 13 نيسان
مظاهرة في كلية الآداب بجامعة حلب قدرت ب500 شخص تضامنا مع مدينتي درعا وبانياس.

#### 15 نيسان «جمعة الإصرار»
مظاهرات في عديد من المدن ترفع شعار الشعب يريد إسقاط النظام مثل دير الزور وحلب وحمص وبانياس واللاذقية ودمشق وريف دمشق، وقد منع الأمن السوري بالغاز المسيل للدموع آلالاف القادمين من دوما بريف دمشق من التوجه إلى ساحة العباسيين في قلب العاصمة دمشق، كما اندلغت أعمال شغب في برزة بالعاصمة دمشق.

#### 16 نيسان
تظاهر الآلاف ضد النظام في كل من درعا دوما، كما خرجت مظاهرة في بلدة مجدل الشمس التابعة لهضبة الجولان التي تسيطر عليها إسرائيل تندد بالنظام السوري وتدعو لإسقاطه، وقد بث التلفزيون الرسمي ثاني خطابات الرئيس الاسد منذ بدا الاحتجاجات امام الحكومة الجديدة برئاسة عادل سفر، وقدم المزيد من الوعود الإصلاحية في خطابه إلا أن أي من هذه الإصلاحات لم يتحقق.

#### 17 نيسان يوم «أحد الجلاء»
في يوم الاستقلال أو يوم جلاء الاستعمار الفرنسي، خرجت مظاهرات تطالب بسقوط النظام في عدة مدن مثل السويداء (التي خرجت للمرة الأولى) وحلب وحمص والحراك وبانياس وكانت هناك انباء عن 3 قتلى في مدينة تلبيسة إضافة ل12 في مدينة حمص.

#### 18 نيسان
حشود هائلة في حمص لتشييع ضحايا يوم الجلاء، واعتصام في ساحة الساعة ضم عشرات الآلاف من الناس يفض بإطلاق نار عشوائي كثيف ينتج عنه مقتل حوالي 280 شخص، والأسد يعين محافظاً جديداً لحمص، التلفزيون السوري قال أن «عصابات ارهابية سلفية مندسة مسلحة» تثير الفوضى في البلاد وتسعى لإقامة نظام إسلامي.

#### 19 نيسان
الرئيس الأسد يأمر برفع قانون الطوارئ وإلغاء محكمة أمن الدولة وسن تنظيم للتظاهرات السلمية.

#### 20 نيسان
احتجاجات لـ4آلاف طالب من درعا و20 طالب في كلية الآداب بجامعة حلب سرعان ما تم استيعابها وتحويلها لمظاهرة مؤيدة للاسد.

#### 22 نيسان «الجمعة العظيمة»
المظاهرات الأكبر في سوريا في كل من دمشق وريف دمشق وحمص وحماة واللاذقية ودرعا وبانياس والقامشلي ودير الزور وادلب، وقد كان هذا اليوم هو الأكثر عنفا ودموية في الاحتجاجات في جميع المدن السورية الثائرة، ونظرا لمنع السلطات لوسائل الاعلام الأجنبية من الدخول إلى سوريا فقد صعب التاكد من عدد القتلى لكن التقديرات اثارت إلى أنه ما بين 80 إلى 120 قتيل.

#### 23 نيسان
حشود ضخمة في جميع أنحاء البلاد لتشييع القتلى الذين سقطوا برصاص قوى الأمن في الجمعة العظيمة، ومقتل 8 محتجين في درعا.

#### 24 نيسان
قالت المنظمة السورية لحقوق الإنسان ان 13 شخص على الاقل قتلوا برصاص قوى الأمن والشبيحة في مدينة جبلة على الساحل السوري.

#### 25 نيسان
الجيش السوري ينشر دبابات في مدينة درعا جنوب البلاد مما اسفر عن مقتل 25 شخص على الاقل، وقال شهود ان القناصة كانت فوق الاسطح وان خطوط الاتصالات والمياه والكهرباء قطعت بالكامل عن المدينة، كما تم اغلاق الحدود السورية مع الأردن، كما دخلت دبابات إلى بعض مناطق ريف دمشق، وقد ادان الرئيس الأمريكي باراك اوباما الاستخدام المفرط للقوة في قمع المتظاهرين السلميين، وعملت فرنسا وبريطانيا والولايات المتحدة على إصدار قرار في مجلس الأمن يدين سوريا إلى أن معارضة روسيا والصين حال دون حدوث ذلك.

#### 28 نيسان
بثت قناة الجزيرة صورا للجنود قد جرحوا في الجيش السوري وقيام الأهالي باسعافهم مما يوحي بوجود انقسامات داخل الجيش السوري.

#### 29 نيسان «جمعة الغضب»
مظاهرات حاشدة في عدة مدن مثل حمص وحلب ودير الزور ودمشق ومناطق أخرى تطالب بإسقاط النظام والجيش السوري يمعن في حصار درعا التي انتفضت من تحت الدبابات، وذكرت رويترز ان 62 شخص قد قتلوا خلال التظاهرات معظمهم في درعا التي قطع عنها الماء والغذاء والكهرباء في محاولة لتجويع شعبها الثائر.

#### 30 نيسان
تم زيادة التواجد العسكري في مدينة درعا وبعض المدن الأخرى مثل حمص، واعلن نشطاء على الفيسبوك عن «أسبوع كسر الحصار عن درعا»، واظهرت مقاطع فيديو صور لجثامين اشخاص قد حفظت في ثلاجات نظرا لقيام الجيش بمحاصرة درعا وعدم قدرتهم على دفنهم.

### أيار/ مايو

#### 2 أيار
قوات الأمن تقتل حوالي 40 شخص في تلكلخ و4آلاف يفرون إلى لبنان.

#### 3 أيار
الجيش السوري يبدا عملياته في مدينة بانياس على الساحل السوري، خروج مظاهرة كبيرة في المدينة الجامعية بمحافظة حلب قدرت بـ3آلاف شخص.

#### 5 أيار
ارسلت عشرات الدبابات إلى مدينة حمص السورية كجزء من الحملة. داهمت دبابات الجيش السوري ضاحية سقبا وغيرها من دمشق. وانسحب الجيش السوري من درعا وبحلول نهاية اليوم ان الجيش مستعد للسيطرة على بانياس.
حوالي 100 دبابة ووسائل نقل القوات المتقاربة على بلدة الرستن، بعد المناهضة للنظام المحتجين أطاحت تمثال الرئيس السوري الراحل حافظ الأسد، وتعهد بالمضي قدما في ثورتهم على الرغم من الاعتقالات واسعة من قبل النظام السوري بشار الأسد.

#### 6 أيار «جمعة التحدي»
في جمعة التحدي، تحدى المتظاهرون السوريون قوى الأمن والجيش وخرجوا خصوصا في دمشق وحمص وحماة، كما خرجت مسيرات في بانياس المحاصرة، وذكرت تقارير إلى 16 قتيل في حمص وحماة فقط.

#### 7 أيار
مقتل عدة نساء في بلدة المرقب خلال هجوم للأمن عليهن، وإعلان اسم جمعة 13 أيار «جمعة حرائر سوريا» تيمناً بهن.

#### 10 أيار
اعد الجيش حصارا لحماة، واستمرت العمليات العسكرية في طفس وحمص وبانياس، في سياق آخر فرض الاتحاد الأوروبي عقوبات على 13 شخصية بارزة في النظام السوري على راسهم ماهر الاسد شقيق الرئيس بشار الاسد.

#### 12 أيار
نفذت اعتقالات جماعية في حلب ضد الطلاب الذين احتجوافي المدينة الجامعية. استمر الحصار في حمص، طفس، وبانياس. وأرسلت دبابات باتجاه حماة. الصفقة، جاسم، وآل الحارة، كما كانت تحت حصار الدبابات والقوات.

#### 13 أيار «جمعة الحرائر»
امر بشار الاسد بعدم إطلاق النار على المحتجين يوم امس مما دعى قوات الأمن لاقامة حواجز تفتيش في جميع أنحاء البلاد، وانطلقت احتجاجات حاشدة في حمص وحماة والقامشلي ودمشق ودرعا وبانياس واللاذقية وغيرها، وقتل 6 اشخاص في نهاية الجمعة.

#### 14 أيار
واصلت الحكومة حصارها على درعا واتجهت دبابات الجيش إلى تلكلخ في محاولة لتهدئة الاحتجاجات هناك، وافاد شهود عن 4 قتلى وونزوح المئات من سكان المدينة إلى لبنان، إضافة لذلك اقيمت جنازات للقتلى في ضواحي دمشق، وقرر الأكراد التوحد في وجه النظام لنقل سوريا من الديكتاتورية إلى الديمقراطية.

#### 16 أيار
استمر حصار الجيش في تلكلخ وقتل 7 اشخاص برصاص قناصة عندما حاولوا الفرار إلى لبنان وقد عثر على مقبرة جماعية حوالي 20 شخص في درعا جنوب البلاد.

#### 19 أيار
بدات معظم المدن السورية السورية إضرابا عاما تنفيذا لاوامر نشطاء على الإنترنت، إلى أن الإضراب لم يكن اثره ملحوظا في كبرى مدن البلاد حلب ودمشق، وانهى الجيش السوري مهمته في تلكلخ بعد نزوح حوالي 5آلاف شخص إلى لبنان وقتل 27 واعتقال المئات.

#### 20 أيار «جمعة آزادي»
في جمعة آزادي (الحرية) قتل 23 شخص وأغلب القتلى سقطوا في حمص، وتم احراق مقر لحزب البعث الحاكم في البوكمال وقتل 4 اشخاص في برزة بدمشق، وشهدت المناطق الكردية مثل الحسكة والقامشلي وعامودا والدرباسية وراس العين وكوباني وعفرين مظاهرات حاشدة للتضامن مع المدن السورية المحاصرة كما شهد حي القدم في دمشق خروج مظاهرات حاشدة شارك فيها الآلاف من أهالي الحي تضامنا مع باقي المناطق السورية. https://www.youtube.com/watch?v=ZDv5qQIYp84

#### 21 أيار
ارتفع عدد قتلى الجمعة إلى 76 وافاد شهود بمقتل 22 شخص في موكب عزاء بحمص، واظهر فيديو على الإنترنت قيام جنود سوريين بجمع جثث المتظاهرين والاستهزاء بها.

#### 24أيار
قالت جماعات حقوق الإنسان ان القتلى تجاوز عددهم 1100 منذ بداية الاحتجاجات، واكدوا انه تم تصفية الجنود والضباط الذين يرفضون الاوامر بقتل المتظاهرين، وخرجت مظاهرة كبيرة في حلب للتضامن مع المدن المحاصرة والتنديد بقمع المحتجين في المدن الأخرى.

#### 26 أيار
اندلعت مظاهرات في البوكمال على الحدود العراقية، وحرق المتظاهرون صور لبشار الاسد وحسن نصرالله الذي أعلن في وقت سابق دعمه للنظام في وجه (المؤامرة) التي تستهدف المقاومة.

#### 27 أيار «جمعة حماة الديار»
في جمعة حماة الديار (وهو اسم النشيد السوري ويقصد به الجيش حامي الوطن) اندلعت مظاهرات بالالاف في اللاذقية وبانياس ودير الزور وقطنا والزبداني وحمص وحماة وغيرها، وقتل 7 متظاهرين في نهاية اليوم.

#### 28 أيار
الجيش يبدأ حملته على ميدنتي الرستن وتلبيسة.

#### 29 أيار
تطويق الرستن وتلبيسة بالدبَّابات وقطع خدمات الماء والكهرباء والاتصالات عنهما، وإطلاق نار على مُظاهرات وحافلة تسير بقرب الرستن يُسقط 11 قتيلاً بينهم الطفلة هاجر الخطيب.

#### 30 أيار
قتل 14 شخص في عدة مدن خصوصا حمص ودرعا اللتين انتفضتا باعداد كبيرة للمطالبة بفك الحصار عنهم.

### حزيران/يونيو

#### 3 حزيران «جمعة أطفال الحرية»
تصدرت مدينة حماة المشهد بخروج حوالي 60 الف متظاهر إلى ساحة الشهداء في وسط المدينة، ونفذت قوات الأمن مجزرة في المدينة وقتلت ما يزيد عن 70 متظاهر، وقد أعلن إضراب وحداد لثلاثة أيام في المدينة وخرجت أيضا مظاهرات في درعا وضواحي دمشق وحمص وغيرها، وصرحت وزيرة الخارجية الأمريكية هيلاري كلينتون ان الاسد على وشك فقدان الشرعية.

#### 4 حزيران
الجيش السوري يَبدأ حملته على مدينة جسر الشغور وأكثر من 40 قتيلاً.

#### 6 حزيران
مسلحون بحسب السلطات السورية ومنشقون من الجيش بحسب اعترافات الضابط «حسين الهرموش» يُهاجمون رجال أمن متجهين نحو جسر الشغور ويَقتلون حوالي 120 شخصاً منهم.

#### 10 حزيران «جمعة العشائر»
الجيش يواصل حصاره على جسر الشغور وفرار حوالي ألفي شخص إلى تركيا ويقصف معرة النعمان بالمروحيَّات وعشرات القتلى في إدلب وحدها، إضافة لذلك انطلقت مظاهرات في حلب واللاذقية ودير الزور وغيرها، رئيس الوزراء التركي يتهم الجيش السوري بارتكاب فظائع، وفرنسا وبريطانيا تعملان على استصدار قرار اممي يدين سوريا.

#### 13 حزيران
استمرار العمليات العسكرية لتصفية الجنود المنشقين في جسر الشغور، واستخدام الهيلوكوبترات والدبابات لقصف المدينة، والأهالي يفرون إلى تركيا، ويقولون ان معظم رجال الأمن الذين شاهدوهم كانوا من إيران.

#### 14 حزيران
انشقاقات كبيرة تحصل في جسر الشغور وتوسيع العملية العسكرية فيها، والجيش ينشر دبابات في معرة النعمان وأريحا ومقتل 6 مدنيين في أريحا، أيضا تم قتل 6 مدنيين في دير الزور وارسلت تعزيزات للبوكمال، والجامعة العربية تدين لأول مرة القمع في سوريا.

#### 16 حزيران
فرار سكان معرة النعمان من المدينة خوفا من عملية عسكرية مشابهة للتي حصلت في جسر الشغور، واقتحام البوكمال على الحدود العراقية ورجل الأعمال رامي مخلوف يعلن انه سيصبح «رجل أعمال خيرية».

#### 17 حزيران «جمعة الشيخ صالح العلي»
مظاهرات كبيرة في العديد من المدن السورية الكبرى، واشتباكات بين سنة وعلويين في طرابلس بلبنان على خلفية مظاهرة مناهضة للنظام السوري، وعدد القتلى وصل لل19 وسقوط أول قتيل في مدينة حلب إحدى أكبر المدن السورية التي ظلت هادئة طوال فترة الاحتجاجات.

#### 20 حزيران
الخطاب الثالث للرئيس الاسد يتهم فيه «مخربين» باثارة الفوضى في البلاد ويقول ان هناك مؤامرة على تحاك ضد سوريا من الغرب وإسرائيل، واضاف ان برنامجه الإصلاحي ماض وانه يستعد لوضع دستور جديد للبلاد، في المقابل خرجت مظاهرات تنديد للخطاب في كل من درعا وحلب وحماة وضواحي دمشق وحمص ودير الزور واللاذقية وغيرها هاتفين شعار «لا حوار مع القتلة».

#### 22 حزيران
خوفا من امتداد الإضرابات إلى مناطق أخرى في حلب، داهمت القوى الأمنية الحرم الجامعي للمدينة واعتقلت المئات، وحدثت اضطرابات في بعض السجون شمال سوريا للسجناء السياسيين قائلين ان العفو الرئاسي شمل المجرمين ولم يشملهم.

#### 24 حزيران «جمعة سقوط الشرعية»
مئات الألوف في مختلف المدن السورية يخرجون في مظاهرات أكبرها في حماة حيث قدر عدد المحتجين في ساحة الشهداء بزهاء 200 ألف وتواصل سقوط القتلى والجرحى. والجيش يقيم متارس في بعض ضواحي حلب خوفا من مظاهرات محتملة، والإتحاد الأوروبي يصدر بياناً شديد اللهجة للتنديد بممارسات نظام بشار الأسد. وعدد اللاجئين السوريين في تركيا يتجاوز 11 ألف شخص. وحملات للجيش في مدينتي الكسوة والقصير.

#### 29 حزيران
16 قتيلاً في قرى إدلب خلال عمليَّات عسكرية للجيش.

#### 30 حزيران «بركان حلب»
خرجَ الآلاف في مناطق عديدة من مدينة حلب يومَ الخميس 30 حزيران تحتَ شعار «بركان حلب»، وذلك لزيادة حركة الاحتجاجات فيها. إذ بدأت المُظاهرات بالخروج بعدَ الظهر في أحياء سيف الدولة والمشارقة والشعار وصلاح الدين والإذاعة والجميلية وباب النصر وباب الحديد والسليمانية والميريديان ومنطقة ساحة
الجامعة وغيرها، ودخلَ المتظاهرون في اشتباكات معَ الشبيحة ببعض المناطق، كما حاولت بعض المسيرات التوجّه نحوَ ساحة سعد الله الجابري وأفاد شهود بسقوط قتيل على الاقل. وإلى جانب مظاهرات حلب، اعتصم طلاب من جامعة دمشق عندَ الكلية الاقتصادية في الجامعة، لكن ثلاثاً منهم اعتقلوا. وفي مُحافظة إدلب اقتحمَ الجيش قرى جديدة فيها، حيث أفادَ المرصد السوري لحقوق الإنسان بأن حوالي 60 دبابة ومدرعة توغلت في قريتي كفرنبل وكنصفرة.

### تموز/ يوليو

#### 1 تموز «جمعة ارحل»
خرجت المُظاهرات بالمجمل خلال جمعة ارحل 1 تموز في 268 موقعاً بأنحاء مختلفة من سوريا وفي معظم محافظات البلاد، بما في ذلك دمشق وريفها وحمص وحماة ودير الزور وحلب وإدلب وغيرها، بل وبلغت مخيَّمات اللاجئين السوريين في تركيا أيضاً، في حين خرجت في المقابل مظاهرة مؤيدة في مدينة السويداء. كما ضربت حماة رقماً قياسياً في تاريخ سوريا بتجمع نصف مليون شخص في ساحة العاصي للمطالبة بإسقاط النظام. وقد بلغت حصيلة قتلى الجمعة 28 شخصاً وفق مصادر حقوقية، منهم 13 في إدلب وريفها و8 في حمص - التي انتشرت فيها الدبابات والمدرعات خلال اليوم لإيقاف وطأة الاحتجاجات - و2 في حي القدم بدمشق و1 في حلب و1 في اللاذقية، بالإضافة إلى 3 قتيلات في مدجنة في بلدة البارة بعدَ قصفها بالدبابات. وكان حظر تجوال قد فرض مسبقاً في البارة التي تعرَّضت للقصف وأصبحت قاعدة عسكرية للجيش في جبل الزاوية معَ قطع الماء والكهرباء والاتصالات عنها منذ يوم الخميس [[30 يونيو|30 حزيران]]، ومنعَ الأمن مُظاهرة قادمة من كفرنبل لكسر الحصار عنها من دخول البلدة.

#### 2 تموز
شهدت بلدة البارة في إدلب حملة اعتقالات ومُداهمات صباحَ السبت 2 تموز وفق المرصد السوري لحقوق الإنسان ألقيَ القبض خلالها على عشرات من الأهالي من ضمنهم إمام «الجامع الكبير» بها، كما دخلتها تعزيزات أمنيَّة من 20 سيارة دفع رباعي. وفي باقي سوريا شهدَ السبت اعتقالَ 18 شخصاً في إحسم و20 آخرين في داريا. في حين خرجت مسيرات مُؤيدة للنظام في مدن الحسكة وحلب ودير الزور واللاذقية وطرطوس وبانياس ونوى. أما على الصعيد السياسي، فقد أصدرَ بشار الأسد يوم السبت مرسوماً يَقضي بإقالة محافظ حماة السابق «أحمد خالد عبد العزيز» من منصبه.

#### 3 تموز
شيع مُتظاهرون في مدينة المعضمية قتيلاً لقيَ مصرعه تحت تعذيب الأجهزة الأمنية وفق أقوالهم في يوم الأحد 3 تموز، في حين تعرَّضت حماة حسب المرصد السوري لحقوق الإنسان لحملة أمنية، إذ قطعت عنها الاتصالات ثمَّ دخلت الدبابات أطرافها وشن الأمن حملة اعتقالات طالت عشرات الأهالي في ضواحي المدينة خصوصاً حيَّي الملعب والصابونية، وذلك بعدَ أن كان الوُجود الأمني شبه معدوم فيها منذ مجزرة 3 حزيران. وحسب المرصد أيضاً، فقد بدأ الجيش السوري في اليوم ذاته بحملة عسكرية على بلدة كفرومة في إدلب، إذ أرسلَ إليها قوات ضخمة تتألف من حوالي 100 آلية عسكرية ما بين دبابات وناقلات جند، بينما شن عدة حملات اعتقالات في مناطق أخرى من جبل الزاوية، بالإضافة إلى إرسال تعزيزات مُشابهة نحوَ معرة النعمان. كما صرَّحت السلطات التركية بأن حوالي 345 لاجئاً عادوا إلى سوريا يوم الأحد، لكي يَبلغ عدد اللاجئين الذي عادوا إليها 5آلاف من أصل 15ألف.

#### 4 تموز
دخلت قوَّات الجيش السوري صباحَ الإثنين 4 تموز مدينة حماة بحوالي 30 حافلة وأخذت بإطلاق النار عشوائياً منها في شوارع المدينة وشنت بعض الاعتقالات التي انتهت بإلقاء القبض على 20 شخصاً، مما دفعَ الآلاف من الأهالي إلى الخروج في مسيرات احتجاجاً على مجيء الجيش. ومساءً أطلقت قوَّات الأمن النار على مُظاهرة ليلية في مدينة الحجر الأسود في ريف دمشق، مما إلى سقوط قتيلين وعدة جرحى. وفي مُحافظة إدلب اقتحمَ الجيش أيضاً عدة قرى في جبل الزاوية منها حاس وكفرومة وأطراف كفرنبل، وجرى لاحقاً إطلاق نار في الأحياء الغربية من كفرومة متسبباً بسقوط 8 جرحى. وقد بدأ لاجئو تركيا إضراباً مفتوحاً عن الطعام في اليوم ذاته حتى تحسين ظروف مخيَّماتهم، كما نزحت أعداد جديدة من أهالي ريف إدلب نحوَ تركيا بسبب العمليَّات العسكريَّة التي عادت إلى المنطقة وفق سكان محليين، بالإضافة إلى أن انشقاقات جديدة حدثت في صفوف الجيش بالمنطقة وهربَ عساكر منها إلى تركيا.

#### 5 تموز
في يوم الثلاثاء 5 تموز اتجهت الدبابات نحوَ مداخل مدينة حماة الجنوبية والشرقية والغربية، ثمَّ بدأت حملة اعتقالات كبيرة في المدينة اعتقل خلالها 300 شخص، كما حصل إطلاق نار في عدة أحياء ومناطق منها نزلة الجزدان والفرية ودوار المحطة وشارع العلمين وطريق حلب، سقط جرَّاءه 3 قتلى و6 جرحى، ارتفعوا لاحقاً إلى 22 قتيلاً و80 جريحاً (ومن بينهم الشاب إبراهيم قاشوش الذي ذبحه رجال تقول المعارضة أنهم من الأمن وألقوا بجثته في نهر العاصي). كما بدأ عدد من السكان بالنزوح نحوَ عدة مدن مجاورة منها السلمية ودمشق. وخارج حماة، اقتحمَ الجيش أيضاً بلدة كفرنبل في إدلب وانتشر في طرقاتها، كما انتشرَ القناصة على أبنيتها. ومن جهة أخرى، أعلنَ خلال اليوم ضابطان أحدهما برتبة عقيد والآخر رقيب أول انشقاقهما عن الجيش السوري بعدَ هربهما إلى تركيا.

#### 6 تموز
قال المرصد السوري لحقوق الإنسان أن الجيش السوري دخلَ في يوم الأربعاء 6 تموز عدَّة قرى جديدة في جبل الزاوية لتنفيذ عمليَّات عسكريَّة فيها، ومنها كنصفرة التي تمركز في إحدى مدارسها لشن الاعتقالات بالإضافة إلى كفر عويد التي شهدت إطلاق نار أيضاً، فضلاً عن اعتقال أكثر من 60 شخصاً آخرين في بلدتي كفرنبل وإحسم. أما خارج سوريا، فقد أعلن في يوم الأربعاء أيضاً عن بلوغ عدد اللاجئين السوريين في الأردن في محافظة المفرق 150 شخصاً، في حين تظاهر لاجئون في تركيا احتجاجاً على حال مُخيماتهم. كما قال المرصد السوري لحقوق الإنسان أن عدد المعتقلين بلغَ خلال الأيام القليلة الأخيرة في مجمل البلاد 500 شخص، وطالبت منظمة العفو الدولية بإحالة ملف سوريا في مجلس الأمن الدولي إلى المحكمة الجنائية الدولية، وذلك بسبب ما قالت أنه يَصل إلى مرتبة جرائم ضد الإنسانية ارتكبها النظام في مدينة تلكلخ خلال عملياته بها.

#### 7 تموز
تظاهر الآلاف في يوم الخميس 7 تموز والليلة التي سبقته في مدن سورية عديدة كما في كل يوم، ومنها نوى (حوران) وسقبا وحرستا (ريف دمشق) ودير الزور وإدلب (شرق وشمال) وتل رفعت (ريف حلب)، بالإضافة إلى أكثر من 11 موقعاً آخر. كما أن العمليات العسكري استمرَّت في جبل الزاوية، إذ فرض حظر تجوال به في قرى كنصفرة وكفر عويد وكفرنبل وكفرومة وإحسم. وقد دُعي إلى بدء إضراب عام خلال اليوم تضامناً مع المدن المحاصرة، وبالفعل استجيب للدعوات في عدة مدن منها درعا وحمص ودير الزور والبوكمال وحماة.

#### 8 تموز «جمعة لا للحوار»
حماة تتحدى الأسد بنصف مليونية جديدة وسفيرا أمريكا وفرنسا يصلان إلى المدينة على وقع الحصار المطبق لتفقد أوضاعها ومعاينة وضع المظاهرات فيها. واندلاع أزمة دبلوماسية بين دمشق وواشنطن وباريس.

#### 9 تموز
نفذ موالون للنظام السوري هجوماً على السفارتين الأمريكية والفرنسية في دمشق، بالإضافة إلى القنصلية الفرنسية في حلب.

#### 10 تموز
بعد زيارة سفيري الولايات المتحدة وفرنسا يوم الجمعة لحماة طلبتهما الخارجيَة السوريَّة يوم الأحد 10 تموز وقالت لهما أنها «تحتج بشدة» على تلك الزيارة التي تمت دون مُوافقتها، واعتبرتها تدخلاً في شؤون البلاد الداخلية وتأكيداً على التدخل الخارجي الذي يَهف إلى زعزعة استقرار سوريا. أما ميدانياً فقد ظلت مدينة حماة تحت الحصار، في حين تعرض حيُّ «باب السباع» في حمص لحملة عسكرية عنيفة.

#### 11 تموز
حاولَ موالون للرئيس بشار الأسد يوم الإثنين 11 تموز اقتحام السفارتين الأمريكية والفرنسية في دمشق للمرَّة الثانية خلال ثلاثة أيَّام، مما أدى إلى إصابة 3 أشخاص من طاقم السفارة الفرنسية. ووزارة الخارجية الأمريكية تستدعي السفير السوري احتجاجا على مهاجمة سفارتها وباريس تندد بالهجوم على سفارتها وتقول إنه انتهاك سافر للقانون الدولي. كما صرَّحت هيلاري كلينتون بأن نظام الأسد قد فقد شرعيته وأنه ليسَ بالشيء غير القابل للاستغناء عنه، إذ أن بلادها ليست مهتمة ببقائه.

#### 12 تموز
صرَّحَ الرئيس الأمريكي باراك أوباما يوم الثلاثاء 12 تموز بأن نظام الأسد يفقد شرعيته أكثر وأكثر وبأنه ليسَ من المسموح لأحد بمهاجمة السفارة الأمريكيَّة. كما أصدرَ مجلس الأمن الدولي إدانة بحق الهجوم على السَّفارتين. وقد شهد يوم الثلاثاء أيضاً نهاية «اللقاء التشاوري للحوار الوطني» في العاصمة دمشق الذي قاطعته مُعظم أطياف المُعارضة السورية، في حين بدأ في المُقابل «مؤتمر علماء المسلمين لنصرة الشعب السوريّ» المؤيد للانتفاضة في مدينة إسطنبول التركيَّة.

#### 13 تموز «أربعاء التكبير»
دعا بعض المثقفين السوريين على موقع فيس بوك للتجمع أمام مسجد الحسن في حي الميدان بدمشق احتجاجاً على كبت الحريات واستخدام القبضة الأمنية من النظام السوري ضد المتظاهرين السلميين، انطلقت المظاهرة في الساعة السادسة مساءً وشارك فيها المئات من المثقفين والفنانين والمعارضين السوريين، ومن أبرزهم خالد تاجا وفارس الحلو ونبيل المالح وفايز سارة وتم اعتقال عدد منهم. وفي باقي أنحاء سوريا، أقيمت حواجز أمنيَّة في كفرنبل وحملات اعتقالات مُتكرَّرة، فيما حاولت قوات الأمن مُجدداً دخول أحياء حماة المُغلقة في وسط المدينة ومنطقة الأربعين مُستخدمة الدبَّابات وبعض المدرَّعات، لكن الأهالي نجحوا بصدها في تلك المنطقة عند جسر المزارب.

#### 14 تموز
اقتحمت قوات الأمن السورية حي باب السباع وأحياء أخرى من مدينة حمص ما أدى إلى استشهاد 3 أشخاص برصاصها، وفي الوقت ذاته حصل إطلاق نار في مدينة دير الزور ليودي بحياة 4 أشخاص.

#### 15 تموز «جمعة أسرى الحرية»
حسب المرصد السوري لحقوق الإنسان كان مجموع قتلى ما يُسمى «جمعة أسرى الحرية» 15 تموز يتراوح من 22 إلى 40 شخصاً، من بينهم 15 في العاصمة وحدها و3 في ريفها و3 في إدلب وواحد في كل من حمص ودرعا. أما الجرحى فحوالي 300 تركزوا في حمص ودرعا وإدلب ودمشق وريفها، من بينهم 8 جرحى بإصابات بليغة، والأسرى 270 عديدون منهم في منطقة جبل الزاوية. وبحسب المرصد أيضاً فقد كان مجموع المدن والمواقع التي شهدت مُظاهرات في سوريا حوالي 291، في حين بلغ مجموع عدد المُتظاهرين 1,7 مليون شخص.

#### 16 تموز «سبت الحداد»
بدأ الجيش والأمن حملة على مدينة البوكمال الواقعة بجوار الحدود العراقيَّة، انتهت بقتل 5 أشخاص من الأهالي، وقد أدَّت هذه العمليات إلى انشقاق 4 طواقم مدرعات وحوالي 100 فرد من المخابرات الجوية عن الجيش والأمن. ودخل الجيش أيضاً في صباح السبت مدينة قطنا وأجرى فيها اعتقالات واسعة.

#### 17 تموز «أحد القابون»
دخل الجيش في صباح الأحد 17 تموز مدينتي حمص والزبداني وشن حملات تفتيش فيهما، انتهت باعتقال حوالي 50 شخصاً. كما حاصرَ الجيش البوكمال وأخذ بالاستعداد لدخولها، بينما جرت حملة اعتقالات في مدينة قطنا مرَّة أخرى. وفي مدينة حماة عادت عادت الدوائر الحكوميَّة للعمل بعد قرابة أسبوعين من التوقف المُتواصل، كما أزالَ الأهالي عدداً من الحواجز التي كانوا يُقيمونها عندَ مداخل الأحياء - معَ بقاء البعض منها في الأحياء الفرعيَّة - مُقابل الإفراج عن حوالي 50 معتقلاً كان الأمن قد قبض عليهم في الفترة السابقة، وقد شهد الأحد أيضاً اعتصاماً حاشداً في ساحة العاصي مجدداً. في حين أقام مناصرون للنظام حفلاً فنياً وغنائياً في ساحة الأمويين وسط دمشق تأييداً له.

#### 18 تموز
استمرت الحملة التي يشنها الجيش السوري على مدينة حمص، وسقطَ 10 قتلى جراء إطلاق النار من طرف الجيش وقوات الأمن السورية والشبيحة حسب «لجان التنسيق المحلية في سوريا». وقد نفى بعض الناشطين ما روُّجَ خلال اليوم عن نشوب نزاع طائفي مسلح في المدينة، وأفادوا بأن ما يَحدث هو حملة أمنيَّة من طرف السلطات عليها لقمع الاحتجاجات، وقد شملت الحملة وفقهم هجوماً في حي القصور وإطلاق نار وسرقة للمحال التجاريَّة، بالإضافة إلى إطلاق النار على مصلين كانوا خارجين من أحد جوامع حي الغوطة وإطلاق رصاص عشوائيٍّ في شوارعه. كما أعلن عن إغلاق دولة قطر لسفارتها في سوريا وسحبها السفير القطريَّ هناك، وذلك بعدَ هجوم تعرَّضت له السفارة في وَقت سابق من طرف مناصرين للنظام السوري الحالي.

#### 19 تموز «ثلاثاء نشامي الفرات»
خرج حوالي 80ألف من جامع خالد بن الوليد في حمص لتشييع القتلى الذين سقطوا في اليوم الماضي، فقامت قوات الأمن السورية بإطلاق النار بكثافة على التشييع فسقط ما لا يقل عن 16 قتيلاً آخر، فيما قال ناشطون أن قوَّات الأمن تسيطر على كافة أحياء المدينة والدبابات والمدرعات العسكرية تملؤها، معَ إطلاق النار على أي شخص يَمشي في الشوارع. وفي مدينة القصير غير البعيدة عن حمص نزحَ أكثر من 500 شخص نحوَ لبنان جرَّاء العمليات، في حين بدأت مُفاوضات في البوكمال بين وجهاء من قبائل المدينة وقادة في الجيش حولَ فك الحصار عنها.

#### 20 تموز
شهدت دمشق وريفها ودير الزور والبوكمال (بالرغم من الحصار) مظاهرات مسائية في مناطق عديدة، منها في منطقة دمشق أحياء ركن الدين والقابون وكفرسوسة والميدان، وفي ريفها بلدات عربين والكسوة وكناكر. أما دوما فقد تعرَّضت لحملة أمنيَّة جديدة، بدأت بحصار ثم حملة مداهمات واعتقالات واسعة، وفي البوكمال طالبت قوَّات الجيش التي تحاصر المدينة الأهالي بتسليم منشقي الجيش، لكنهم رفضوا ذلك.

#### 21 تموز «الخميس الدمشقي»
استمرَّت خلال صباح اليوم العمليَّات العسكريَّة في عدة أحياء بمدينة حمص، إذ استمرَّت دبابات تابعة للجيش فجر الخميس بقصف حي باب السباع من موقعها في ساحة باب الدريب بحسب ناشطين، بالإضافة إلى عدة أحياء أخرى منها القصور والمريجة والعدوية والفاخورة، في حين سادَ إضراب عام في المدينة، كما نتشرت فيها عدة حواجز أمنية وجرت حملات اعتقالات في أحياء منها الغوطة. وفي باقي سوريا بلغت تعزيزات عسكريَّة «ضاحية الأسد» في بلدة حرستا، في حين حاصرت قوَّات الأمن حوالي 70 محامياً كانوا معتصمين داخل نقابة المحامين في مدينة السويداء جنوباً. وعلى الصعيد السياسي، أعلن وزير الداخلية القبرصي سحب الجنسية القبرصية من رجل الأعمال رامي مخلوف - ابن خال بشار الأسد - لكون اسمه مدرجاً على قائمة الاتحاد الأوروبي السوداء.

#### 22 تموز «جمعة أحفاد خالد»
خرجَ 1,2 مليون مُتظاهر في مدينتي دير الزور وحماة وحدهما بحسب ناشطين خلال يوم الجمعة 22 تموز تحت شعار «جمعة أحفاد خالد بن الوليد»، توزعوا بحوالي 550 ألفاً في الأولى و650 ألفاً في الثانية، في ظل غياب أمنيٍّ تام فيهما. وفي القامشلي شمالاً هاجم الأمن مئات المتظاهرين بالهراوات والقنابل المدمعة، كما شهدت مدينة حمص مظاهرات في أحياء عديدة منها الخالدية والحمرا والإنشاءات وجورة الشياح وإدلب مظاهرات بالآلاف وحي الميدان في دمشق وغيرها. أما القتلى فبحسب ناشطين بلغ عددهم 11 شخصاً قتل مُعظمهم بالرصاص الحي، سقط 5 منهم في حمص مساءً، و2 طعناً بالسكاكين في مسجد آمنة بحلب، و2 رمياً بالرصاص في المليحة، و1 رمياً بالرصاص في أعزاز، و1 رمياً بالرصاص أيضاً في كفرومة.
ملأت الدبابات والآليات العسكرية شوارع مدينة حمص خلال جمعة أحفاد خالد كما في الأيام السابقة، وتعرَّضت المدينة لقصف عنيف بالمدفعية مُجدداً بالإضافة إلى إطلاق نار عادي، في حين حاصرت قوَّات الأمن معظم أحيائها ونشرت في طرقاتها الحواجز وشنت حملات مداهمات واعتقالات عليها تركزت في حيي بابا عمرو والخالدية وقصف وحملات أمنية عنيفين تركزا في حي باب السباع. وبحسب ناشطين فقد بلغ عدد القتلى في حمص منذ يوم السبت 16 تموز وحتى هذا الوقت حوالي 50 شخصاً. من جهة أخرى، جاءت بعض الأنباء المُبهمة عن حدوث نزاع طائفي بين السنة والعلويين، وتبادلت الحكومة مع المعارضة اتهامات إشعاله. كما صدرت في مساء الجمعة أصوات انفجارات من مبنى الكلية الحربية في حي «الوعر القديم» وشوهدت سيَّارات إسعاف ذاهبة إليه، وقد أفادَ ممثل لجان التنسيق المحليَّة لاحقاً بأن تلك الأحداث كانت ناجمة عن انشقاق في صفوف الجيش المتمركز في الكلية.

#### 23 تموز
شهدت مدينة حمص في يوم السبت 23 تموز وفق ناشطين عصياناً مدنياً شاملاً رداً على الحملة الأمنية التي يشنها الجيش على المدينة منذ أيَّام، ولم يُستثنى من العصيان سوى الصيدليات ومتاجر الغذاء، في حين خرجت مُظاهرات حاشدة لتشييع قتلى الجمعة. وقد حدث إطلاق نار وسمعت أصوات عدة انفجارات في حيَّي الخالدية وبابا عمرو بحمص حسب المرصد السوري لحقوق الإنسان، كما شنت حملات اعتقالات جديدة ألقيَ خلالها القبض على الكثير من النساء. وفي محافظة درعا شنت قوَّات الأمن حملة اعتقالات على بلدة صيدا، واستهدفت بعض متظاهري جمعة أحفاد خالد، مثلها في ذلك مثل مدينة إدلب التي شهدت إطلاق نار أيضاً. من جهة أخرى، اقتحمَ الجيش السوري قريتي سرجة والوريحة في جبل الزاوية بمحافظة إدلب، وحدث فيهما إطلاق رصاص واعتقالات متكررة. كما حوصر حي باب السباع في حمص تماماً ومُنع دخول حتى الطعام إليه وتعرَّض لقصف شديد مُجدداً، وشهدت مدينة سرمين مثل حمص عصياناً مدنياً كاملاً. كما شهد حي كفرسوسة بالعاصمة دمشق حملة اعتقالات تستهدف منظمي المظاهرات.
وخارج نطاق المُظاهرات، انحرف قطار يُقل 400 راكب عن مساره بجوار مدينة حمص خلال اليوم، وأدى الحادث إلى مقتل سائق القطار، في حين نسبته السلطات السوريَّة إلى مجموعات مخربة.

#### 24 تموز
شنت قوَّات الأمن حملتي اعتقالات في ريف دمشق يوم الأحد 24 تموز، استهدفتا مدينتي الحجر الأسود - حيث اعتقل 9 موظفين - وصحنايا، بالإضافة إلى حي ركن الدين في دمشق نفسها. أما حمص فقد استمرَّ عصيانها المدني مُجدداً لليوم الثاني على التوالي، وكانت شوارعها مهجورة تماماً بحسب ناشطين. كما أعلن عن إقالة الرئيس السوريِّ لمحافظ دير الزور، وتعيينه لآخر جديد مكانه.

#### 25 تموز
في صباح الإثنين 25 تموز انقطعت اتصالات الإنترنت والهواتف المحمولة عن حيَّي الخالدية والبياضة في حمص، ودخلت سيَّارات للأمن حي الإنشاءات، في حين استمرَّ انتشار الدبابات في كافة أحياء المدينة بما في ذلك الخالدية والقصور والبياضة وبابا السباع والدريب. وأما في دمشق فقد اعتصمَ حسب ناشطين حوالي 300 محام بقاعة المحامين في «القصر العدلي»، مُطالبين بالإفراج عن المعتقلين السياسيين في سوريا، خصوصاً زملاؤهم من المحامين. وفي المساء خرجت مُظاهرة ليلية نسائية في مدينة الزبداني، وقد تلتها مُناوشات بين الأمن والجيش تضمَّنت سماعَ أصوات إطلاق نار في المنطقة المُحيطة. ولاحقاً شوهدت تعزيزات عسكريَّة وناقلات جُند تتجه نحوَ المدينة، بالإضافة إلى بلدة المعضمية الواقعة في ريف دمشق هيَ الأخرى. كما شهدت دوما هيَ الأخرى اعتصاماً نسائياً في ساحة البلدية للإفراج عن المعتقلين، وقد حماهن شباب المدينة بتشكيل طوق بشريٍّ حولهن خوفاً من اعتداء الأمن عليهن. وفي هذا الوَقت كان لا يزال الانتشار الأمنيّ كثيفاً وضخماً في أحياء ركن الدين وبرزة والقدم بدمشق، فضلاً عن سماع أصوات إطلاق نار فيها. كما سقط قتيل مساءً في مدينة تلبيسة برصاص رجال الأمن وفق «لجان التنسيق المحلية» في سوريا.

#### 26 تموز
قُتل شخص مساءً في حرستا قرب حاجز أمني في يوم الإثنين 26 تموز. كما خرجت مُظاهرات مسائيَّة خلاله في عدة مُحافظات، منها ريف دمشق وحمص ودير الزور وحماة وإدلب واللاذقية.

#### 27 تموز
صرَّحت «لجان التنسيق المحلية في سوريا» خلال يوم الثلاثاء 26 تموز بأن عدد قتلى الاحتجاجات منذ السبت 23 تموز قد بلغَ 11 شخصاً، في حين صرَّحَ المرصد السوري لحقوق الإنسان بأن عدد القتلى خلال آخر 24 ساعة في البلاد قد بلغ 3 أشخاص. ومن ضمنهم امرأة في مدينة إدلب قتلت على أحد الحواجز الأمنية فيها، فشيعها الأهالي خلال اليوم. وقد شنت حملة أمنية على كناكر في صباح اليوم ودخلتها قوات من الجيش مدعومة بالدبابات، مما أدى إلى سقوط 11 قتيلاً فيها. في حين أقيمت حواجز أمنية عديدة في مدينة الزبداني في ريف دمشق أيضاً وتبعَت ذلك حملة اعتقالات ومُداهمات، وانتشرت مدرعات حربية في حي برزة البلد بدمشق، كما حدثت اعتقالات مُشابهة في مدينة حلب.

#### 28 تموز
شهدَ يوم الخميس 28 تموز بجسب ناشطين انشقاقات في مدينتي مضايا والزبداني في ريف دمشق وخان شيخون في إدلب، وقد تلا هذه الأحداث اجتياح أوَّل مدينتين وحُدوث إطلاق نار فيهما انتهى بمتقل شخصين. من جهة أخرى شنت قوَّات الأمن حملات مُداهمات واعتقالات في حي جوبر بدمشق ومدينة قطنا بريفها، فضلاً عن دخول دبابات إلى اللاذقية. وقد أفادَ «اتحاد تنسيقيات الثورة السورية» بأن الأمن بدأ في المُقابل عمليَّات واسعة بمدينة دير الزور، إذ اقتحم «حيّ الجويقة» وأطلق النار فيه على الأهالي مُتسبباً بسُقوط 6 قتلى وعشرات الجرحى، ثمَّ بدأ بقصفه مُستخدماً الدبابات. وتبعَ هذه الأحداث انشقاق ضخمٌ في صُفوف الجيش، طالَ كتيبة كاملة منه هيَ الكتيبة السابعة في لواء 137 مدرعات، واشتبكت الكتيبة المُنشقة معَ قوات الأمن العسكري، مما انتهى بحسب بعض الأنباء بمقتل محافظ دير الزور الجديد ورئيس الأمن العسكري فيها.

#### 29 تموز «جمعة صمتكم يقتلنا»
سقط بالمجمل 22 قتيلاً خلال يوم 29 تموز الذي أطلق عليه ناشطون اسم «جمعة صمتكم يقتلنا»، منهم خمسة في الكسوة وأربعة في دير الزور وثلاثة في محافظة درعا وواحد في القصير وواحد في اللاذقية، إذ سقط قتلى الكسوة بنيران رجال أمن كانوا يَحرسون مساكن الضباط في المدينة، وقتلى دير الزور خلال إطلاق نار على مجموعة من الشباب وهُم عائدون من مظاهرة بعد انفضاضها، وقتيل القصير على حاجز أمني، أما قتيل اللاذقية فقد سقطَ بعد إطلاق قوات الأمن النار على جمع ضخم كان يَعتصم في «ساحة قنينص» في المدينة، في حين أن قتلى درعا قضوا نحبهم خلال7 تفريق الأمن لمُظاهرة بالرصاص الحي. أما المُظاهرات فقد خرجت في كافة أنحاء البلاد وفي مدن كثيرة، منها على سبيل المثال عربين وكناكر والزبداني وحمص والرستن والبوكمال وإدلب ومعرة النعمان وسراقب والحسكة، على الرغم من أن أكبرها كانت في حماة حيث احتشد حوالي 500 ألف شخص في «ساحة العاصي»، تليها دير الزور بـ300 ألفاً شيعوا 3 من قتلى الليلة السابقة. وبالإضافة إلى هذا، تعرَّضت مُظاهرة في مدينة حرستا للاستهداف بالرصاص الحي فوقعَ فيها 15 جريحاً بين المُتظاهرين، وجرحى أيضاً تفريق مظاهرة في مدينة بانياس بعُنف وملاحقة المتظاهرين إلى منازلهم واقتحامها، كما أن مُتظاهري اللاذقية أعادوا التجمع بأعداد بلغت 4آلاف شخص بعدَ أن كانوا بضع مئات فقط نتيجة لسقوط القتيل في ساحة قنيص. وخارج نطاق المُظاهرات، شهدت مدينة إزرع في ريف درعا حصاراً عسكرياً جديداً، وفرضَ بها حظر تجوال من العاشرة صباحاً وحتى الثالثة ظهراً فضلاً عن التضييق الشديد على الصلاة في عدة مساجد.

#### 30 تموز
أفادت «لجان التنسيق المحلية في سوريا» بأن يوم السبت 30 تموز شهدَ بدء عمليَّات عسكريَّة جديدة في مدينة دير الزور، إذ تعرَّضت للقصف المدفعي بالدبابات في «حي الجورة» الواقع غربَ المدينة، مما تسبَّب بوقوع عدة إصابات بين الأهالي. أما إجماليٌّ القتلى في أنحاء سوريا خلال اليوم فقد بلغ 25 شخصاً، منهم 8 سقطوا مساءً في الكسوة، كما خرجت مُظاهرات في مدن عديدة لتشييع قتلى الجمعة.

#### 31 تموز «مجزرة هلال رمضان»
كان يوم الأحد 31 تموز أكثر أيام الاحتجاجات السورية دموية وقتلاً على الإطلاق منذ اندلاعها، وذلك بمجموع قتلى يَبلغ قرابة 150 شخصاً، أكثر من 100 منهم سقطوا في حماة وحدها، بالإضافة إلى 19 في دير الزور و6 في الحراك و5 في حمص و2 في صوران و1 في البوكمال و1 في سراقب و1 في سرمين و1 في بنش. فقد دخلَ الجيش السوري في الساعة السادسة صباحاً يوم الأحد مدينة حماة من جميع الجهات بقوَّاته بعدَ مضي شهر على حصارها المستمر، وقت ما قطعت الكهرباء عن مُعظم أحيائها الشرقية، في حين بدأت الدبابات في العديد من المناطق بقصف الأحياء بالمدفعية، كما أطلقت النار في عدة أماكن أخرى وقامت بإزالة الحواجز التي وضعها الأهالي لمنع الأمن من الدخول. وقد توجهت غالبيَّة هذه القوات التي دخلت المدينة نحوَ جامع السرجاوي في حي الجراجمة ومنطقة «جنوب الثكنة»، وركز عليهما في عملياته. وإلى جانب هذه العمليَّات، نشرَ الأمن القناصة في عدة مناطق بالمدينة. وانتهت هذه العمليَّات الدامية في حماة بسقوط 113 إلى 130 قتيلاً منهم 62 مُوثقون بالأسماء، معَ وجود أعداد ضخمة من الجرحى وعدم قدرة مستشفيات المدينة على تأمينهم جميعاً. في حين أفادت وكالات النباء الرسمية بأن رجلين من قوات حفظ النظام قتلا في المدينة، وذلك خلال إطلاق نار من طرف مجموعات مسلحة.
وفي حمص حدث وفق المرصد السوري لحقوق الإنسان إطلاق نار وقطع للاتصالات في أحياء البياضة ودير بعلبة والخالدية، فضلاً عن إضراب في السوق تضامناً معَ حماة.

### آب/أغسطس

#### 1 آب
في أول أيام رمضان المبارك، خرجت مظاهرات حاشدة في العديد من المدن السورية تضامنا مع حماة بعد صلاة التراويح أبرزها في دمشق وحلب، وكانت مظاهرات حلب هي الأكبر منذ بدا الاحتجاجات، وقتل حوالي 24 شخص في مدن مختلفة.

#### 3 آب
تقدمت دبابات الجيش السوري في مدينة حماه المحاصرة، ووصل عدد منها إلى ساحة العاصي، فيما انتشرت مئات الدبابات حول مدينة دير الزور وحاصرتها من جميع الاتجاهات (وفقا لمدير المرصد السوري لحقوق الإنسان رامي عبد الرحمن), وشهدت المدينة إطلاق نار كثيف وعملية تمشيط واسعة للشوارع، وسط انقطاع للاتصالات الأرضية والتليفونات المحمولة والماء والكهرباء عن حماه والسالمية.
وقامت قوات الجيش بقصف اثنين من أحياء حماه هما (جنوب الملعب وحي المناخ) الأمر الذي أدى لتهدم بعض المنازل جراء القصف، كما طال القصف 3 من المستشفيات الخاصة وأسفر عن مصرع أحد الأطباء فضلا عن وفاة خمسة أشخاص متأثرين بجراحهم نتيجة النقص الحاد بأكياس الدم وشح المواد الطبية الإسعافية.
كما شب حريق في سجن في مدينة حماه، عقب ثلاثة أيام من الاحتجاج من جانب النزلاء. في الوقت ذاته قامت السلطات السورية بحملة مداهمات واسعة في مدينة الزبداني - ريف دمشق - حيث تم إغلاق الطرقات ومنع الدخول والخروج من وإلى المدينة، وتمت مداهمة منطقة العارة والجسر وحارة بيت التل.

#### 5 آب «جمعة الله معنا»
خروج مظاهرات هي الأكثر انتشاراً في مناطق مختلفة من سوريا وأهالي حماة يحرمون من إقامة صلاة الجمعة وسقوط 24 قتيلا جراء القمع الأمني.

#### 6 آب
ممثل روسيا في الناتو يقول أن الحلف يضع خطة عسكرية ضد سوريا والنشطاء المحليون يعلنون سقوط زهاء 300 قتيل منذ بدء اجتياح حماة وقبائل دير الزور تتأذن بالتصدي لأي اقتحام لمدينتهم. و12 الفا يخرجون في بنش لمناصرة حماة كما خرج الآلاف للنصرة في درعا والقامشلي. فيما قال أردوغان ان صبر تركيا نفد إزاء القمع في سورية وأنها ستنقل رسالة حازمة إلى بشار الأسد بحلول يوم الثلاثاء ويقول أن ما يجري في سوريا يعد من المسائل الداخلية لتركيا.، ومجلس التعاون الخليجي يعرب عن قلقه وأسفه الشديدين لنزيف الدماء في سورية ويدعوا لحقن الدم السوري. ووزير الخارجية السوري وليد المعلم يعلن عقد انتخابات تشريعية نزيهة قبل نهاية العام. كما تظاهر ألوف في القاهرة والكويت وطرابلس تضامنا مع الشعب السوري وتنديدا بالموقف العربي.

#### 7 آب
سقطَ ما لا يَقل عن 76 قتيلاً بالمجمل في مختلف أنحاء سوريا يوم الأحد، غالبيتهم العُظمى في مدينة دير الزور وحدها. إذ اقتحمت الدبابات السورية التي كانت تحاصر دير الزور المدينة بُعيد فجر الأحد 7 أغسطس وتوغلت في عدة أحياء وقتلت 65 شخصاً بالقصف العشوائي على أحياء مُختلفة من أبرزها حيَّا «الجورة» و«الحويقة»، في حين هدَّدت القيادات الأمنية زعماء القبائل فيها بمجزرة. وإلى جانب دير الزور سقطَ 21 قتيلاً آخرين في منطقة الحولة قرب حمص خلال اقتحام الجيش لها، بينما سقطَ 5 جدد في مدينة إدلب أثناء تشييع قتلى يوم السبت. كما اقتحمت مدرَّعات ودبابات صباح الأحد معرة النعمان ونفذت حملة واسعة اعتقلَ خلالها العشرات، ثمَّ سُرعان ما انسحبَ الجيش مُجدداً قبيل المساء. وعلى الصعيد السياسي، قامَ وزير الخارجية اللبناني بزيارة إلى دمشق لإظهار دعم لبنان لنظام بشار الأسد، كما قالَ وزير الخارجية التركي داود أوغلو أن أنقرة ستقول «كلاماً حازماً» للقيادات السورية في دمشق، بينما ردت بثينة شعبان مستشارة الأسد بأن دمشق ستُسمع وزير الخارجية التركي «كلاماً أكثر حزماً».

#### 8 آب
كانت حصيلة يوم الإثنين 8 أغسطس 20 قتيلاً في أنحاء سوريا، منهم 8 في منطقة الحولة و6 في دير الزور و6 في درعا. ففي مدينة دير الزور قصفَ حيُّ «الحويقة» بالمدفعية في الصباح مما تسبَّب بسقوط الكثير من القتلى والجرحى، في حين ظلَّت الدبابات والآليات العسكرية مُنتشرة في منطقة «الضاحية» بالمدينة، وجرت أيضاً حملة اعتقالات واسعة في «حي الجورة»، معَ عدم إمكانية نقل جرحى أي من المناطق إلى المستشفيَات بسبب انتشار قوَّات الجيش وسُقوط 6 قتلى بالمجمل. أما في حمص بمنطقة الحولة، فقد اقتحمَ الجيش قرية عقرب بالدبابات وشن حملة اعتقالات عشوائية فيها، وبالمجمل تسبَّبت الحملة العسكرية على المنطقة بمقتل 8 أشخاص. أما معرَّة النعمان فحاصرها الجيش بالدبابات وأجرى بعض الاعتقالات، وفي ريف فدمشق حاصرَ الجيش بلدتي زملكا وعربين ومنعَ الدخول أو الخروج منهما وإليهما فضلاً عن قطع الاتصالات عن الأولى منذ الصَّباح.

#### 9 آب
سقطَ خلال يوم الثلاثاء بالمجمل 35 قتيلاً على الأقل في أنحاء سوريا وفق «المنظمة الوطنية السورية لحقوق الإنسان» بعدَ إطلاق النار عليهم من طرف الأمن، بينهم 8 أطفال حسبَ «لجان التنسيق المحليَّة في سوريا». كانت المَنطقة الأكثر سخونة خلال اليوم هيَ ريف حماة الذي سقطَ فيه جميع القتلى تقريباً، إذ اقتحمَ الجيش والأمن ثلاث بلدات فيه هي حلفايا وطيبة الإمام وصوران. كانت حصيلة العمليَّات في حلفايا قتيلين، أما طيبة الإمام فقد امتلأت بالدبابات التي انتشرت في جميع شوارعها، ومن بينها 5 دبابات في وسط البلدة، في حين جرت فيها عمليَّات مداهمات واعتقالات، وانتشرَ قناصة على مبانيها قُتلَ برصاصهم 5 من الأهالي معظمهم من الأطفال. كما اقتُحمت بلدة صوران أيضاً ذات عدد الضحايا الأكبر، وحاصرها الجيش وقطعَ عنها الاتصالات، وجرت فيها مجزرة تباعاً أودت بعشرات القتلى والجرحى حسبَ مصادر حقوقية، ومن الصَّعب تحديد أعدادهم بدقة بسبب عدمَ إمكانية التواصل جيداً معَ أهل البلدة، لكن أفادَ الناشط عمار القربي بأن إجماليَّ القتلى في قرى حماة الثلاث التي تعرَّضت للاقتحام يَبلغ 26 قتيلاً.
وإلى جانب ريف حماة اقتُحمت أيضاً بلدتان في ريف إدلب يوم الثلاثاء، هُما بلدتا بنش وسرمين اللتين دخلتهما بالمجمل وفق ناشطين 10 دبابات وآليات عسكرية أخرى تابعة للجيش السوري، مما تسبَّب بنزوح بعض الأهالي، وكانت حصيلة اقتحام مدينة بنش سُقوط 4 قتلى. أما مدينة دير الزور فقد استمرَّت العمليات العسكرية بها، إذ تعرَّضت بعض أحيائها كـ«الحويقة» لقصف مدفعيٍّ بالدبابات وبالرشاشات الثقيلة صباحَ اليوم، فضلاً عن تعرُّضها لحملات اعتقالات جديدة. وفي ريف حمص أفادَ شهود عيان بأن عدداً من الدبابات والآليات العسكرية حاصرت قرية غرناطة القريبة من الرستن فجرَ الثلاثاء ثمَّ اقتحمتها قوَّات الأمن وشنت فيها حملة اعتقالات، كما جرت حملة وعمليات عسكرية مُشابهة في منطقة الحولة المُجاورة، وانتهت هذه العمليَّات يسُقوط 5 قتلى في ريف حمص بالمجمل. وفي باقي سوريا، جرت حملات اعتقالات واسعة في بلدتي عربين وداريا بريف دمشق، وحاولت قوَّات الأمن اقتحام «حي السكنتوري» بمدينة اللاذقية.
زار وزير الخارجية التركي داود أوغلو دمشق لمُناقشة أمور مُتعلقة بالأحداث وإيصال رسائل من رئيس الوزراء رجب طيب أردوغان والرئيس عبد الله غول بشأنها خلال 3 لقاءات له هناك على مدى ست ساعات، كان أحدها انفرادياً بينه وبين الرئيس السوري بشار الأسد لمدة 3 ساعات كاملة. وفي نهاية اللقاءات صرَّحَ أوغلو بأن ما «سيُحدد مسار المرحلة المقبلة» هوَ الخطوات التي سيَتخذها الأسد خلال الأيام لا الشهور المُقبلة، في حين صرَّحَ الرئيس السوري بأنه لن يتوانى أبداً عن ملاحفة المجموعات المسلحة التي تفسد استقرار البلاد. من جهة أخرى دعت روسيا إلى إقناع المعارضة السورية بالحوار والنظام بإجراء الإصلاحات المطلوبة، كما قال وزير الإعلام الأردني أن موقف بلاده إزاء الأحداث الداعم لاستقرار سوريا لم يتغير وأنها لن تقوم باستدعاء السفير السوري بينما رحب وزير الخارجية البريطاني وليام هيغ بالإدانات العربية للأحداث.

#### 10 آب
حسبَ «اتحاد تنسيقيات الثورة السورية» فقد سقطَ 26 قتيلاً بالمجمل خلال يوم الأربعاء 10 أغسطس، من بينهم 18 قتيلاً (11 في حي بابا عمرو و7 في حي الإنشاءات) سقطوا في مدينة حمص وحدها خلال إطلاق نار عشوائيٍّ على المدنيّين. أما دير الزور فقد ظلَّت تحتَ سيطرة الأمن والجيش بالكامل والدبابات والمدرَّعات تملؤ شوارعها، معَ استمرار قصف مدفعي استهدف بشكل أساسيٍّ شارعي «الموظفين» و«المطار القديم»، كما استهدف جامع عثمان بن عفان وأدى إلى انهيار مئذنته تحتَ القصف. وبالإضافة إلى هاتين المنطقتين الساخنتين، اقتُحمت مدينة تفتناز في إدلب بالدبابات يوم الأربعاء خلال عمليَّة سقطَ فيها قتيل بين المدنيين، وبدأت عمليَّات مُشابهة صباح الأربعاء في مدينة سرمين تسببت بسقوط قتيل فيها هيَ الأخرى، فضلاً عن اقتحام 5 حافلات و12 سيارة أمن لمدينة الطيبة في حوران صباح اليوم أيضاً وحصار بلدات زملكا وحمورية وسقبا قربَ دمشق واعتقال أكثر من 50 شخصاً فيها بالمجمل معَ حظر كامل للتجوال. كما سقطَ قتيلان إضافيان في مدينتي سقبا ونوى.
وفي حماة أفادَ ناشطون بأن الدبابات اختفت من المدينة بشكل مُفاجئ عندَ زيارة السفير التركي في سوريا لها صباحَ اليوم وبُعيد إعلان وزير الخارجية السوريّ بدء الانسحاب منها، ثمَّ ما لبثت أن عادت فورَ مُغادرة السفير، وكانت قد تسبَّبت عملية للجيش في حماة قبل زيارة السفير مُباشرة بسقوط قتيلين بنيرانه حسبَ ناشطين. وبالإضافة إلى إعلان بدء الانسحاب من حماة، فقد أعلنت السلطات السوريَّة أيضاً عن بدء الانسحاب من مدينة إدلب وريفها بعدَ انتهاء مهام الجيش فيها بحسب السلطات، كما أفادَ مراسلون لقنوات تلفزيونية - خلال زيارة رسميَّة لهم رتبتها السلطات - بأنهم شاهدوا 30 آلية عسكرية و10 ناقلات جند تنسحب من مدينة أريحا الواقعة في المحافظة.
وعلى الصعيد السياسي، صرَّحَ الرئيس السوري بشار الأسد بأن أخطاءً قد ارتكبت فعلاً في رد الأمن على المُظاهرات السلمية، وبأنه ملتزم ببرنامجه الإصلاحي، وذلك خلال لقاء بينه وبين وفود من الهند والبرازيل وجنوب أفريقيا. وفي مجلس الأمن صدرت مُطالبات باتخاذ «إجراءات إضافية» حيال النظام السوريّ بسبب طريقة تعامله معَ المظاهرات السلمية، في حين قال رئيس الوزراء التركي رجب طيب أردوغان أنه يَأمل بدأ الإصلاحات في سوريا خلال مدة زمنية أقصاها أسبوعان، وأن النظام السوري يُطلق النار على مُتظاهرين سلميين عزل.
كما خرج العديد من الليبيين والسوريين في مظاهرة مسائية بمدينة البيضاء بليبيا تضامنا مع الشعب السوري وتنديدا بالموقف العربي.

#### 11 آب
سقط 11 قتيلاً في أنحاء سوريا خلال يوم الخميس 11 أغسطس، جميعهم في مدينة القصير القريبة من حمص. إذ أفادَ ناشطون بأن الكهرباء والاتصالات قطعت عن المدينة صباحَ الخميس، قبلَ اقتحام قوَّات من الأمن لها بالدبَّابات والآليات العسكرية، وأطلقت هذه القوات الرَّصاص عشوائياً على بعض الأهالي الذين كانوا يُحاولون النزوح نحوَ الحقول المُجاورة للمدينة هرباً من العمليات العسكرية، مما انتهى بمقتل 11 شخصاً منهم وسُقوط عدد من الجرحى. كما تعرَّض حي بابا عمرو في مدينة حمص لقصف عنيف صباح الخميس، معَ استمرار حصار ثلاثة أحياء في مدينة دير الزور هيَ «الحميدية» و«العمال» و«المطار القديم».
وبالإضافة إلى القصير، اقتحمَت أيضاً دبابات ومدرعات مدينة سراقب في ريف إدلب صباحَ الخميس وفق ناشطين عقب قطع الكهرباء عنها وأطلقت فيها النار عشوائياً، واعتقلت حوالي 100 من أهاليها بعد عمليَّات مُداهمات واسعة، وشمل المعتقلون بعض الأطفال.
كما صرَّحت وزارة الخارجية الأمريكية بأنها تحذر السلطات السورية من الاستمرار في قمع الاحتجاجات، وإلا فإنها ستفرض عقوبات إضافية عليها، وقالت أيضاً أنها تنتظر دعمَ دول أخرى لها لكي تعلن بصراحة عن أن على الرئيس السوريّ بشار الأسد التنحي من منصبه، بالإضافة إلى أنها عبَّرت عن رغبتها في أن تُساعد الصين بالحراك الدولي ضد النظام السوري معَ الولايات المتحدة الأمريكية. من جهة أخرى، أعلن الرئيس الأمريكي باراك أوباما أنه سيتعاون معَ الرئيس التركي رجب طيب أردوغان والسلطات التركية ويُنسق معها بشأن الحراك ضد نظام سوريا، فيما قالت الجامعة العربية أن أحداث سوريا تهدد أمن واستقرار المنطقة.

#### 12 آب «جمعة لن نركع إلا لله»
خرجت المُظاهرات في مُعظم أنحاء البلاد كالعادة، إذ شملت غالبية مُحافظاتها بما في ذلك درعا ودمشق وريفها وحمص وحماة ودير الزور وحلب والحسكة واللاذقية. أما القتلى فعددهم يَبلغ 20 قتيلاً على الأقل، منهم 6 سقطوا في دوما و4 في حلب و3 في دير الزور و2 على الأقل في حمص و2 في حماة و1 في سقبا و1 في بنش و1 في خان شيخون. وكان قتلى دوما الخمسة قد سقطوا معَ عشرات الجرحى الآخرين خلال إطلاق قوَّات الأمن النار على جُموع ضخمة من المتظاهرين المناهضين للنظام حسبَ المرصد السوري لحقوق الإنسان، والذي تظاهروا لمدة نصف ساعة قبل بدء إطلاق النار. وقد سقطَ 3 قتلى آخرين في «حيّ الصاخور» بمدينة حلب فضلاً عن جريح بحالة حرجة بعدَ تفريق الأمن لمُظاهرة بالحي مُستخدماً القوة. في حين سقط أحد قتيلي حمص بنار قناصة قرب «مسجد العدوية» في المدينة.
ووفق «لجان التنسيق المحلية في سوريا» فإن مُظاهرة ضخمة خرجت من أحد جوامع دير الزور، فأطلق الأمن النار على المُتظاهرين مسقطاً قتيلاً إلى جانب عشرات الجرحى الآخرين، كما اندلع حريق في المسجد الذي خرجت منه المُظاهرة خلال هذه الأحداث. وأيضاً أفادَ «اتحاد تنسيقيات الثورة السورية» بأن قصف الجيش أسقطَ مئذنة «مسجد أنوار الرحمن» في مدينة دير الزور خلال اليوم ذاته. كما أفادَ طبيبٌ شرعيٌّ بأن عدد القتلى في دير الزور بلغَ بحلول يوم الجمعة 80 قتيلاً على الأقل منذ اجتياحها في يوم الأحد 7 أغسطس.
قال الرئيس التركي عبد الله غول أنه بعث برسالة إلى رئيس سوريا بشار الأسد يومَ الثلاثاء الماضي وأخبره فيها أن عليه تنفيذ الإصلاحات التي وعدَ بها قبلَ أن «تجرفه رياح التغيير». كما صرَّحَ كبير مساعديه بأن الرئيس التركي قال أنه لا يُريد رؤية أي من قيادات النظام السوريّ تتحسَّر بعدَ فوات الأوان على ما حدث، إضافة إلى أن كبير المساعدين قال أنه ليسَ صحيحاً إعطاءُ تركيا مهلة 15 يوماً للنظام السوري للبدء بالإصلاحات كما كان قد شاعَ سابقاً، في حين وضح أن بلاده تنتظر رد فعل خلال بضعة أيام في حال كانت تنوي قيادات سوريا التحرك حقاً. أما مصر فقد قال وزير خارجيتها أنه «من غير المجد» استخدام القوة لقمع الاحتجاجات في سوريا، وأنه يأسف لترافق إصلاحات النظام معَ تصعيد في العنف.

#### 13 آب
كانت حصيلة يوم السبت 13 أغسطس 3 قتلى وعشرات الجرحى، منهم 2 في اللاذقية و1 في ريف حمص. وقد سقط كلا قتيلي اللاذقية في حي «الرمل الجنوبي» جنباً إلى جنب معَ 15 جريحاً آخرين خلال إطلاق نار فيه، مما تسبَّبل بنزوح الكثير من السكان إلى أحياء مُجاورة. أما حي الصليبة فقد تعرَّض هوَ الآخر إلى إطلاق نار عشوائيٍّ بالإضافة إلى اعتقالات عشوائية انتهت بإلقاء القبض على أكثر من 70 شخصاً، فضلاً عن قطع بعض الاتصالات عن عددٍ كبير من أحياء اللاذقية عُموماً. أما في ريف حمص فقد اقتحمت دبابتان وفق المرصد السوري لحقوق الإنسان قرية الجوسية في منطقة القصير، فنزحَ عددٌ من سكانها نحوَ لبنان، كما دخلت 15 حافلة وعدد كبير من السيَّارات قرى أخرى في منطقة القصير نفسها وقامت بعمليَّات اعتقالات وغيرها، مما تسبَّب بسقوط قتيل. كما وصلت في يوم السبت جثث لـ4 قتلى في منطقة الحولة بحمص كانوا قد لقوا حتفهم تحتَ التعذيب بعدَ اعتقالهم قبلَ أيام من ذلك عندَ اقتحام المنطقة، كما توفي شخص في بلدة داريا قرب دمشق نتيجة لجراح أصيب بها يوم الجمعة.
أما دولياً فقد طالبت ثلاث دول بشار الأسد ونظامه بوقف قمع المُتظاهرين في سوريا، وهيَ السعودية وبريطانيا والولايات المتحدة، في حين اتفق ثلاثتهم على مُناقشة الوضع في سوريا والإجراءات اتجاهه معاً خلال الفترة القادمة.

#### 14 آب
بلغَ عدد قتلى يوم الأحد 14 أغسطس 33 قتيلاً على الأقل، جميعهم تقريباً في مدينة اللاذقية التي تعرَّضت للاقتحام والقصف بحراً وبراً. إذ أن الجيش السوري اقتحمَ في صباح الأحد اللاذقية بعدَ قطع الاتصالات عن معظمها، تُرافقه حسبَ المرصد السوري لحقوق الإنسان قوَّات من الأمن السوريّ وفرق الشبيحة، بل وحتى قوات من البحرية السورية التي استُخدمت لأول مرة في مُواجهة الاحتجاجات المنُدلعة في البلاد. تركزت الغالبية العُظمى من العمليات على حيّ «الرمل الجنوبي» (أحد مَنابع الاحتجاجات في المدينة)، حيث أن الجيش والقوات المُساندة الأخرى له اقتحمت الحي من عدة جهات بحوالي 20 دبابة وآلية عسكرية معَ مُساندة من زوارق البحرية التي كانت تقصفه في الوَقت ذاته صباحَ الأحد، وتلا ذلك إطلاق نار عشوائيٍّ فيه وسماع دوي انفجارات، فضلاً عن حملات الاعتقالات والقصف. وبالإضافة إلى الرمل الجنوبي، فقد تعرَّضت أيضاً - بشكل أقل - أحياءٌ أخرى للقصف وإطلاق النار والاعتقالات العشوائيَّة، منها مخيم الرمل نفسه وأحياء الصليبة والقلعة وقنينص والسكنتوري ومسبح الشعب وعين التمرة وبستان السمكة وبستان الصيداوي وبستان الحميمي. كما سُمع انفجاران في حيَّي مسبح الشعب والرمل الجنوبي المُتجاورين، وأطلقت عدة قذائف لقاذفات صواريخ في حي السكنتوري. وأدت هذه العمليات إلى نزوح عددٍ كبير من سكان المدينة إلى المناطق المُجاورة مثل جبلة، وإلى إيقاف سير خطوط القطارات من وإلى اللاذقية. وكانت حصيلة كل هذه الأحداث سُقوط 26 قتيلاً على الأقل حسبَ منظمات حقوقية.
وقد أعادَ الجيش السوريُّ أيضاً حصار مدينة القصير في صباح الأحد بعدَ اقتحامها السابق يومَ الجمعة. فيما اقتحمَ بلدتين جديدتين في ريف دمشق، هُما بلدتا سقبا وحمورية اللتين دخلتهما في الصباح الباكر 15 شاحنة و8 حافلات و4 سيارات تقل رجال الأمن، وقطعت بعدَ ذلك كافة الاتصالات عن سقبا ثمَّ بدأت بالسير في البلدتين وإطلاق النار عشوائياً وشن حملات اعتقالات واسعة. كما سقطَ - حسب «اتحاد تنسيقيات الثورة السورية» و«المرصد السوري لحقوق الإنسان» - 7 قتلى آخرين في أنحاء سوريا غير قتلى اللاذقية، موزعون بنسب 2 في بصرى الشام و1 في علما بريف درعا و1 في حمص و1 في منطقة الحولة بوسط البلاد و1 في حماة و1 في خان شيخون بشمال البلاد. وخارج سوريا خرجت مُظاهرة في مدينة رام الله قرب غزة دعماً للاحتجاجات، وقالَ خلالها بعض الناشطون أنهم يَرفضون أن تحرر فلسطين الدبابات التي تقمع الشعب السوري. أما دولياً فقد جمدت كندا أصول وأملاك عديد من قادة النظام السوري، وذلك ضمن عدد من العُقوبات الأخرى التي كانت تفرضها عليه منذ فترة.

#### 15 آب
سقطَ في يوم الإثنين 15 أغسطس 30 قتيلاً على الأقل في حي الرمل الجنوبي بمدينة اللاذقية نتيجة للقصف المُستمر بالدبابات والآليات العسكرية، فيما قصفت إلى جانبه أحياءٌ أخرى منها قنينص والصليبة والسكنتوري ومسبح الشعب، ثمَّ ما لبثت قوَّات الجيش أن أعلنت بمكبرات الصوت عن ضرورة إخلاء مخيم للاجئين الفلسطينيين في حي الرمل فورياً، وإلا فإن جميع المدنيين سيُصبحون أهدافاً مُمكنة. كما سقط قتلى آخرون في اللاذقية باليوم ذاته برصاص الأمن، ومنهم أحد المؤذنين الذي قتلَ برصاصة من قناص. وفي الحولة بريف حمص سُرعان ما عادَ الجيش لاجتياح المنطقة مرَّة أخرى بالدبابات بعدَ ساعات من اقتحامه لها في اليوم السابق، وتلت هذا الاقتحام حملات اعتقالات ومقتل مدنيٍّ على الأقل برصاص القناصة. وفي ريف حماة حاصرَ الجيش بلدتين جديدتين هُما كرناز وكفرنبودا، وأخذ بشن الاعتقالات وتخريب الممتلكات العامة والخاصة على حد سواء.
وعلى الصعيد الدولي، حذرت وزير الخارجية التركي النظامَ السوري قائلاً أن عليه وقف عمليات القتل والقمع فوراً، وإلآ فإن تركيا «لن يَتبقى ما نقوله حولَ الخطوات التي سنتخذها». فيما صعَّدت الأردن موقفها من النظام بمُطالبة رئيس الوزراء معروف البخيت مقابله السوري بوقف العُنف فوراً.

#### 16 آب
تابعت قوَّات الأمن السورية في يوم الثلاثاء 16 أغسطس قصف حي الرمل الجنوبي في اللاذقية، معَ شن حملة اعتقالات فيه بمُساعدة شباب من إحدى ضواحي المدينة العلوية الذين كان الأمن قد سلَّحهم، وذلك في ظلِّ بقاء 100 جريح مُحاصرين داخل الحي نتيجة لنقص المواد الطبية اللازمة لإسعافهم. وعلى الصعيد الدولي عبرت إيران عن أنها تنظر إلى الوضع في سوريا على أنه شأن داخلي لا يَخص الدول الأخرى، وأما بريطانيا فقالت أن بشار الأسد «يَفقد بسرعة ما تبقى من شرعيته»، بينما استمرَّت الأردن بتصعيد موقفها وتبيين وُقوفها إلى جانب الشعب السوري وكررت مطالباتها بإيقاف العنف والقمع وإراقة الدماء، كما حضرَ وزير الخارجية التركي داود أوغلو إلى العاصمة الأردنية عمَّان لبحث الوضع في سوريا معَ مسؤولين هناك.

#### 17 آب
سقطَ في يوم الأربعاء 17 أغسطس 10 قتلى في أنحاء سوريا، منهم 9 في حمص و1 في ريف إدلب. وقد سقطَ قتلى حمص إلى جانب ما لا يَقل عن 13 جريحاً نتيجة لإطلاق قوات الأمن النار على المصلين وهُم يخرجون من مسجدي فاطمة والرئيس في حي الوعر، فيما اعتقلَ الأمن حوالي 100 شخص آخرين في المدينة وريفها خلال يوم الأربعاء. وأما القتيل العاشر فقد سقط برصاص قناصة في قرية أبديتا في ريف إدلب. وفي اليوم ذاته شن الأمن حملتي اعتقالات، الأولى شنها 700 رجل أمن في حي الرمل الجنوبي باللاذقية، والثانية كانت في حي ركن الدين بالعاصمة دمشق. ومن جهة أخرى، عقدَ حزب البعث السوري الحاكم للمرة الأولى منذ اندلاع الاحتجاجات في يوم الأربعاء، وأعلنَ بنهايته عن أن سوريا «ستبقى قوية دائماً ولم ولن تتنازل عن كرامتها وسيادتها». وأما دولياً فقد حدث تصعيد كبير في المواقف، إذ سحبت الأمم المتحدة العديدي من موظفيها في سوريا وقيدت الولايات المتحدة حركة الدبلوماسيين السوريين فيها واستدعت تونس السفير السوري لديها، فيما قال الرئيس التركي رجب طيب أردوغان أن بلاده ستكون لها «كلمة في سوريا» إن استمرَّ القمع العنيف.

#### 18 آب
استمرَّت عمليات الجيش والأمن في عدة مَناطق حسب «لجان التنسيق المحلية في سوريا». ففي مدينة اللاذقية قامت قوَّات الأمن بإطلاق النار عشوائياً وبكثافة في حارة يافا في حي الرمل الجنوبي معَ استمرار حصار حيَّي الصليبة والطابيات ووُجود الجيش في أحياء أخرى بالمدينة، وفي دير الزور جرت اعتقالات جديدة في «سوق الجبيلة»، وفي ريف إدلب حدث إطلاق نار عشوائي في مدينة إحسم باستخدام دبابات متمركزة في بلدة دير لوزة المُجاورة (إذ تبقى هناك في النهار ثمَّ تدخل إحسم مجدداً في المساء). كما أفادَ ناشطون بأن قوات من الجيش لا زالت مَوجودة في مدن عديدة مثل دير الزور وحمص وحماة واللاذقية، وذلك على الرُّغم مما قاله الرئيس السوري بشار الأسد عن انتهاء العمليات العسكرية.
ودولياً جاءَ فوج ضخمٌ ومتتال من الدعوات الصريحة لبشار الأسد ونظامه بالتنحي فورياً عن الحُكم في سوريا، بدأت بالولايات المتحدة الأمريكية ثم تبعتها بريطانيا وفرنسا وألمانيا - في بيان مُشترك أعلن أيضاً عن فقدان النظام لكافة شرعيته - فالاتحاد الأوروبي عُموماً فكندا. وتباعاً بعدَ هذه الدعوات الدولية المُتتالية، أعلنت بريطانيا وفرنسا وألمانيا والبرتغال عن نيتها في البدء بوضع مشروع لقرار في مجلس الأمن الدولي يَهدف إلى تضييق الخناق أكثر على النظام السوري بالمزيد من العقوبات، فيما صدرَ تقريرٌ بالوقت ذاته عن مجلس حقوق الإنسان بالأمم المتحدة يُوثق انتهاكات حقوق الإنسان في سوريا التي قامت بها قوَّات الأمن الحكومية ضد المحتجين، وقد تزامن معَ كل ذلك تهييء فريق إنساني دولي للذهاب إلى سوريا يومَ السبت بهدف «توثيق نتائج قمع الاحتجاجات». أما الحكومة السورية فقد ردت وزيرة إعلامها بأن مُطالبة الدول الغربية بتنحي بشار الأسد ستتسبَّب بزيادة مُستوى العنف، لا العكس.
وقد فرضت الولايات المتحدة - إلى جانب طلب التنحي - عدداً كبيراً من العُقوبات على النظام السوري الحاكم، أبرزها تجميد كافة أرصدة النظام في أمريكا بالكامل ومنع مواطنيها من الاستثمار في سوريا وحظر التعامل التجاريِّ بكافة أشكاله معَ سوريا لجميع المواطنين الأمريكيين في كل أنحاء العالم، فضلاً عن إصدار لائحة سوداء تضم 5 شركات سورية تجارية كبرى جميعها تعمل في مجال النفط والغاز وإضافتها إلى اللائحة السوداء الأمريكية. كما قالَ الأمين العام للأمم المتحدة إنه تحدث معَ بشار الأسد هاتفياً، وأن الرئيس السوري أخبره بأنه أنهى كافة العمليات العسكرية ضد الاحتجاجات في سوريا.
من جهة أخرى، علن «اتحاد تنسيقيات الثورة السورية» الذي يَضم 57 تنسيقية وجهة إعلامية وسياسية تُشارك في تغطية الاحتجاجات السورية عن تشكيل «الهيئة العامة للثورة السورية» التي تندمج فيها كافة هذه الجهات وتمثلها معاً ككيان واحد، لأسباب قال عنها الاتحاد أنها لضرورة توحيد الجهود الميدانية والإعلامية والسياسية لكافة الجهات التي تعمل على دعم الاحتجاجات في كيان أحد يَجمع غاياتها التي تتمثل في «إسقاط نظام بشار الأسد».

#### 19 آب «جمعة بشائر النصر»
سقطَ بالمجمل خلال «جمعة بشائر النصر» 19 أغسطس 32 قتيلاً في أنحاء سوريا خلال مُحاولات تفريق المظاهرات. من بين القتلى 15 في ريف درعا، موزعين كـ8 - بينهم طفلان - في غباغب و5 في الحراك و1 في إنخل و1 في نوى. وفي باقي سوريا سقط 15 قتيلاً في حمص و1 في دوما و1 في حرستا. كما خرجت مُظاهرات أخرى في معظم أنحاء البلاد، بما في ذلك العاصمة دمشق وأحياء عديدة في حمص ومدن أخرى، قوبلت الكثير منها بإطلاق رصاص أسقط جرحى، وقامَ الأمن لاحقاً بختطاف بعض هؤلاء الجرحى إلى جهات مجهولة.

### أيلول/ سبتمبر

#### 30 أيلول «جمعة النصرة لشامنا ويمننا»
في جمعة يوم 30 سبتمبر اتحدت مُظاهرات سوريا واليمن المطالبة بإسقاط الأنظمة الحاكمة في هذين البلدين معاً للمرَّة الأولى تحتَ شعار جمعة موحَّد، إذ اتفقت قوى الثورة في كلا البلدين على أن يَكون اسم الجمعة «جمعة النصر لشامنا ويمننا» وأن تكون هتافات المُظاهرات موحَّدة ومتضامنة بين البلدين اللتين لم يَبق غيرهما من بين ثورات الربيع العربيّ كافة. وكانت حصيلة يوم الجمعة في سوريا مقتل 32 شخصاً، معظمهم في محافظتي حمص وحماة. وقد خرجت المظاهرات خلال اليوم في معظم أنحاء سوريا، بما في ذلك مدن القامشلي وإدلب وجبلة ودير الزور وحمص وحماة ودمشق - التي التحمت فيها مظاهرتان من حيَّي المزة وكفرسوسة - ودرعا (معَ العلم أن المجموع الكلي للمواقع يَفوق المئتين موزعين على جميع محافظات البلاد تقريباً). لكن في المُقابل منعَ الأمن السوريُّ خروج المظاهرات في بعض المناطق الأخرى، ففي حي الكاشف بدرعا استبقَ خروج مظاهرات بحصار مسجد الحي وقذف المصلين داخله بقنابل الغاز المسيل للدموع، وفي اللاذقية سيطرَ على الوضع بالمدينة بقبضة حديدية وحاصرَ العديد من مساجدها مانعاً خروج أي مظاهرات خلال يوم الجمعة، فيما ظلَّت الرستن تعيش في ظل حصار خانق وحظر للتجوال بعدَ أن اقتحامتها 250 مدرَّعة جديدة يوم الجمعة واستمرار الاشتباكات معَ الجيش السوري الحر. وكان الجيش السوري قد اقتحمَ في صباح يوم الجمعة قرية كفرعويد في إدلب بثلاث ناقلات جند كانت قد جاءت من مدينة كفرنبل المجاورة، بينما فرض حصاراً على مداخل معرة النعمان خشية تدفق المتظاهرين إليها من المدن المحيطة بها.
أما عن القتلى، فقد سقطَ منهم 16 في مدينة كفرزيتا في ريف حماة، بينهم 5 مدنيِّين سقطوا خلال تفريق المُظاهرات، فيما سقط الأحد عشر الآخرون خلال اشتباكات بين قوات الأمن وكتائب من الجيش السوري الحر. وفي محافظة حمص قتلَ 13 شخصاً، بينهم 4 على الأقل في مدينة حمص و3 في الرستن منهم طبيبان قتلا خلال إسعاف الجرحى. وبالإضافة إلى هؤلاء، سقط قتيل واحد في كل من دوما وحرستا بريف دمشق وكفرومة بريف إدلب، فيما توفيَّ 3 في حمص بجروح أصيبوا بها خلال مظاهرات سابقة، وعثرَ في حمص أيضاً على جثة مدنيٍّ كان قد فقدَ قبل عشرة أيام.
وعلى الصعيد الدوليّ، تفاقم الانقسام في مجلس الأمن الدولي في ظل رفض روسيا والصين والهند لفرض أي عقوبات مباشرة أو حتى التهديد بها بقرار من المجلس على سوريا، بينما تُحاول الولايات المتحدة وبريطانيا وفرنسا والبرتغال إصدار قرار من هذا النوع. ومن جهة أخرى فرضت سويسرا عُقوبات إضافية على سوريا ومنعت الاستثمار في قطاعها النفطيّ.

### تشرين الأول/ أكتوبر

#### 1 تشرين الأول
جرت اشتباكات ضخمة في يوم السبت 1 أكتوبر بين منشقين عن الجيش وقوات للأمن في ريف حماة ودير الزور. إذ دخلَ 250 جندياً منشقاً من الجيش السوري الحر في اشتباك معَ القوات الأمنية في بلدة كفرنبودة بريف حماة بعدَ إطلاقها النار على متظاهرين سلميِّين، فيما جرت اشتباكات أخرى بين «كتيبة الله أكبر» التابعة للجيش الحر أيضاً وقوات أمنية في مدينة البوكمال بمحافظة دير الزور، وهوَ ما أسفر عن مقتل 4 رجال أمن. كم انشق خلال يوم السبت 19 جندياً في محافظة إدلب. وعُموماً، أعلن الجيش الحر تأسيس ما أسماه «المجلس العسكري للكتائب المنشقة» وأعلن في بيانه الثاني عن تشكيلات كتيبة خالد بن وليد العسكرية في محافظة حمص.
وعلى الصعيد السياسيّ، أجرى المجلس الوطني السوري في يوم السبت لقاءً في تركيا بمدينة إسطنبول لتوحيد طافية أطراف المُعارضة ضمن تشكيلة المجلس، الذي يُفترض أن يُصبح الممثل الرسميّ للثورة السورية في المجتمع الدولي، وذلك بعدَ أيام من المحادثات والتنسيقات معَ بعض الجهات ذات الطبيعة الخاصة مثل ممثلي العشائر والأحزاب الكردية. وقد عبَّرت الولايات المتجدة وفرنسا عن ترحيبهما بتوسيع فئات المعارضة التي يضمها المجلس، والذي مضت على تكشيله عشرة أيام تقريباً.

#### 2 تشرين الأول
سقطَ في يوم الأحد 2 أكتوبر 12 قتيلاً بالمجمل في أنحاء سوريا. وكان قد أحكمَ الجيش السوري سيطرته على مدينة الرستن الأحد بعدَ انسحاب كتيبة خالد بن الوليد التابعة للجيش السوري الحر من المدينة جرَّاء قصف ومعارك دامت خمسة أيام وأسفرت عن مقتل 130 شخصاً واعتقال 3آلاف آخرين، لكن معَ ذلك فظلت مدينتا الرستن وتلبيسة تحت حصار الدبابات. وفي بلدة خان شيخون في محافظة إدلب سلم الأمن يوم الأحد جثتي مدنيين توفيا تحتَ التعذيب في المعتقلات إلى عائلتهما، وذلك بعدَ أن كانا قد فقدا في وقت سابق. كما شنت القوات الأمنية صباحَ الأحد حملة اعتقالات في بلدة حرستا بريف دمشق، واعتقلت ما لا يَقل عن 27 شخصاً. وكانت هناك دعوات لانتفاضة في الجامعات السورية خلال اليوم أيضاً، لكنها لم تَأتي بنتائج على أرض الواقع. ومن ناحية المُظاهرات، فقد عمَّت المظاهرات الطلابية معظم أنحاء سوريا يوم الأحد مُطالبة بإسقاط النظام، بما في ذلك مدن منها درعا ودوما وإدلب وغيرها.
وعلى الصعيد السياسيّ، أعلن عن توحيد المجلس الوطني السوري لكافة أطياف المعارضة في يوم الأحد، بحيث يَضم جميع أطرافها من إسلاميين وليبراليين وأكراد وآشوريين وغيرهم، وبذلك أصبحَ الجهة الوَحيدة الممثلة للمعارضة السورية في الداخل والخارج على حد سواء.

#### 3 تشرين الأول «إثنين نصرة تلبيسة»
سقط في يوم الإثنين 3 أكتوبر بالمجمل 11 قتيلاً بأنحاء سوريا (بينهم الناشط «مصطفى أحمد» الذي اغتيل مساءَ الإثنين في حي جب الجندلي بحمص)، وعُموماً توزيع القتلى هوَ 4 في مدينة حمص و2 في الرستن و2 في القصير و1 في درعا و1 في دوما و1 في الحسكة. سادَ الهدوء يوم الإثنين مدينة الرستن بعدَ توقف العمليات العسكرية فيها وإعلان الجيش السوري الحر انسحابه، لكن في المُقابل بدأ عمليات جديدة في دوما (بشارع إبراهيم) ودير الزور (بشارعي التكايا والنهرين) تضمَّنت حملات اعتقالات وإطلاق نار أدى إلى إصابة بعض المدنيِّين، كما اقتحمَ الجيش السوري مدناً أخرى عديدة وشن فيها حملات اعتقالات مماثلة منها جاسم ونوى ونصيب في حوران وكفرنبل وسراقب في محافظة إدلب. وعثرَ خلال اليوم في حي القرابيص بمدينة حمص على جثتين مجهولتي الهوية لمواطنين قتلا بالرَّصاص بعدَ أن ألقتهما شاحنة بيضاء مسرعة في الحي وهربت بعيداً. ومن ناحية المُظاهرات فقد خرجت يوم الإثنين في سبع محافظات مختلفة رافعة لافتات تؤيد المجلس الوطني السوري بعد الإعلان عن توحيده لكافة أطياف المعارضة في اليوم السابق، وذلك تعبيراً عن اعتراف الداخل السوري بالمجلس وتأييده له، وكانت المحافظات التي خرج المظاهرات فيها هيَ درعا ودمشق وريف دمشق وحمص وحماة ودير الزور وإدلب على الرغم من الانتشار الأمني الكثيف فيها جميعاً. وأما في العاصمة دمشق فقد أعلنَ الإثنين عن إحالة 6 ناشطين سياسيين إلى القضاء بتهم عديدة منها التحريض على الفتن الطائفية والحض على التظاهر وعصيان الدولة وعلى إقامة الاعتصام والتظاهرات والعمالة لقنوات أجنبية «تزوُّر ما يَجري في سوريا». من جهة أخرى، شيَّعَ الآلاف في مدينة حلب «سارية حسون» - ابن مفتي سوريا «أحمد بدر الدين حسون» - الذي كان قد اغتاله مجهولون في يوم الأحد على طريق إدلب، وهوَ ما اعتبرته روسيا عملاً إرهابياً سافراً ونددت به بشدة، فيما اعتبره المفتي حسون من عمل جماعات إرهابية مسلحة تهدف إلى زعزعة أمن واستقرار البلاد.

#### 4 تشرين الأول «ثلاثاء الوفاءلأحمد الصياصنة»
نشبت اشباكات في يوم الثلاثاء 4 أكتوبر بين الجيش السوري ومنشقين عنه في مثلث بلدات كفرحايا وشنان وسرجة الوَاقع في وسط محافظة إدلب ضمن منطقة جبل الزاوية، وكان سبب وُقوع الاشتباكات هوَ اقتحام اللواء 52 مدرع التابع للجيش السوري لإحدى بلدات المثلث، مما تسبَّب بانشقاق بعض الجنود ودخولهم في اشتباكات معَ الجنود الموالين لنظام بشار الأسد، وانتهى ذلك بسُقوط 3 قتلى من الجيش الموالي وقتيل رابعٍ من المدنيِّين. كما شنت قوات الأمن حملة اعتقلات الثلاثاء في حيّ الشيخ ضاهر في وسط مدينة اللاذقية، وأسفرت الحملة عن اعتقال 5 ناشطين على الأقل، فيما شهدت قرية غرناطة بحمص حملة اعتقالات مشابهة.
وعلى الصعيد السياسي، حاولت أربع دول في مجلس الأمن الدولي - بريطانيا وفرنسا وألمانيا والبرتغال - يوم الثلاثاء طرح مشروع قرار يُدين النظام السوري لقمعه الاحتجاجات السلمية ويُطالبه بوقف القمع واحترام حقوق الإنسان وبدء إصلاحات سياسية فورية. لكن عندما طرحَ القرار للتصويت لم تؤيده سوى 9 دول، فيما امتنعت عن التصويت 5 هن لبنان والهند والبرازيل وجنوب أفريقيا، أما روسيا والصين فقد استخدمتا حق الفيتو ضد القرار بما أنه لم يَتضمن بنداً يَمنع بصرامة التدخل العسكري ويُوجب الالتزام بـ«احترام شؤون سوريا الداخلية»، مما عرقلَ القرار وأبطله كله. وقد أبدت الولايات المتحدة استنكارها الشديد واستياءها من استخدام روسيا والصين للفيتو، فيما اعتبرته فرنسا ازدراءً لمطالب الشعب السوري على الرغم من «التنازلات العديدة التي قدمت إلى البلدين»، وأما سوريا فعبَّرت عن ترحيبها الضمنيّ بموقف البلدين لكنها خشيت المُحاولات القادمة لفرض عُقوبات عليها في المجلس. كما أعلن رئيس الوزراء التركي رجب طبيب أردوغان في مؤتمر له خلال يوم الثلاثاء أن تركيا تُؤيد صدورَ قرار من مجلس الأمن الدولي يُدين النظام السوري، وأن بلاده ستفرض بالفعل عُقوبات على النظام سيُعلَن عنها بعدَ مؤتمر سيُعقد في مدينة أنطاكية التركية نهاية الأسبوع، ولن ترضى تركيا - على حد قوله - بالوُقوف متفرجة على النظام السوري وهوَ يَقمع شعبه.

#### 5 تشرين الأول
سقطَ بالمجمل خلال يوم الأربعاء 5 أكتوبر 15 قتيلاً في أنحاء سوريا، بينهم 4 مدنيِّين قتلوا في محافظتي حمص وإدلب (ثلاثة في المعتقلات السورية وواحد بتأثير جراح أصيب بها يوم الثلاثاء) و5 عسكريِّين منشقين قتلوا في مناطق أخرى من البلاد. كما اقتحمت قوات الأمن في يوم الأربعاء بلدات الغنطو وتير معلة والدار الكبيرة في ريف حمص بعد قطع الاتصالات عنها، بالإضافة إلى وصول تعزيزات تتألف من 40 مدرَّعة إلى قرية العقربية التي تعدُّ مركزاً لتجمع الأمن والشبيحة في منطقة القصير بالمحافظة. وفي ريف دمشق جرت حملات اعتقالات كبيرة في مدينة دوما انتهت بإلقاء القبض على 53 شخصاً، كما أغلقت بعض المدارس التي خرجت منها مظاهرات سابقاً كـ«ثانوية الحرية للبنين»، لكن مع ذلك فقد شيَّع الأهالي يوم الأربعاء أحد قتلى الأيام السابقة. وخرجت مظاهرة تشييع مشابهة أيضاً في مدينة جسر الشغور، حيث شيع المتظاهرون واحداً من أهالي المدينة كان قد قتلَ في درعا لرفضه إطلاق النار، وخرجت أيضاً مظاهرات طلابية في مدن حلب واللطامنة وسهل الغاب.
وعلى الصعيد السياسيّ، أدان وزير الخارجية البريطاني يوم الأربعاء استخدام روسيا والصين لحق الفيتو، أما ألمانيا فأبدت أسفها الشديد لفشل إصدار القرار. وأما روسيا فقد ردَّت بأنها لا تعتبر نفسها محامية دفاع عن النظام السوري، دون توضيح موقفها منه أكثر من ذلك، فيما اعتبرَ نظام بشار الأسد الفيتو الذي استخدمته روسيا والصين تاريخياً ورحَّبت به بشدة. وبالمقابل فإن تركيا أعلنت أن جيشها سيَقوم بمناورات في إقليم هاتاي في فترة 5 - 13 أكتوبر تحت شعار «التعبئة»، وهي نفس المنطقة التي يُخطط رئيس الوزراء التركي رجب طيب أردوغان للإعلان فيها قريباً عن عُقوبات سيفرضها على النظام السوري، وتوقع البعض أن هذه المناورات ربَّما تكون تمهيداً لمنطقة عازلة يُتوقَّع أن تقيمها تركيا في شمال سوريا لحماية المدنيِّين من قوات نظام بشار الأسد. وفي إقليم هاتاي أيضاً أعلن العقيد رياض موسى الأسعد أنه لجأ إلى تركيا بعد خروجه من سوريا نافياً شائعات عن اعتقاله في الرستن قبل ذلك بفترة، وقال أنه ممتن لتركيا لاستضافتها له بظروف جيدة.

#### 6 تشرين الأول
سقط في يوم الخميس 6 أكتوبر 12 قتيلاً في سوريا، جميعهم قتلوا خلال اشتباكات بين الجيش السوري ومنشقين عنه. فقد انشقت أعداد كبيرة من الجنود والعسكريِّين عن الجيش السوري في جبل الزاوية يوم الخميس خلال حملة له على قرى في المنطقة، ودخلَ هؤلاء في اشتباكات عنيفة مع قوات الأمن السورية، وكانت نتيجة المعركة وفق المرصد السوري لحقوق الإنسان مقتل 7 من رجال الأمن وإصابة العديد منهم فيما قتل 5 آخرون ما بين منشقين ومدنيِّين. وفي محافظة درعا شيع 15ألف شخص في مظاهرة حاشدة بمدينة داعل (وبمشاركة ما حولها من قرى) مدنياً قتلَ بتأثير جراح أصيب بها في 25 سبتمبر (قبل 11 يوماً) خلال إطلاق نار عشوائي في المدينة، كما شهدت مدينة دير الزور في الشرق حملة اعتقالات ابتداءً من فجر الخميس انتهت بإلقاء القبض على 30 شخص تقريباً. قامَ الجيش السوري عدى عن ذلك ظهر يوم الخميس باختراق الحدود اللبنانية مسافة كيلومترين واقتحام منطقة سهل البقاع - وتحديداً من جهة «الصعبة» في قرية عرسال - ببعض الدبابات، وبعد دخوله المنطقة أطلق النار عمداً على مزارع سوريٍّ اسمه «علي الخطيب» وأرداه قتيلاً على الفور، كما استهدف بنيرانه بعض المزارعين الآخرين، ثمَّ لاذ بالفرار. وقالت السلطات اللبنانية بعد الحادث أنها فتحت تحقيقاً فيه وفي أسبابه، كما قالت أن مثل هذه الاختراقات للحدود تحدث باستمرار.

#### 7 تشرين الأول «جمعة المجلس الوطني يمثلني»
سقطَ بالمجمل في «جمعة المجلس الوطني يمثلني» بتاريخ 7 أكتوبر 23 قتيلاً برصاص الأمن السوري، بينهم 12 في حمص و4 في دوما و1 في الزبداني و1 في القامشلي و1 في خربة الجوز. ففي حمص أطلقت قوَّات الأمن النار على متظاهرين في حيَّي كرم الزيتون وبابا عمرو، فسقطَ 9 قتلى و30 جريحاً في الأول، كما حدث الشيء نفسه في حي باب السباع مما أدى إلى سُقوط 3 قتلى. وأما في ريف دمشق فقد قتلَ 4 متظاهرين في دوما خلال تفريق إحدى المسيرات، بينما سقط قتيل خامس في مدينة الزبداني المجاورة. وقربَ مدينة جسر الشغور نصبَ مسلحون كميناً لأهالي من قرية خربة الجوز، إذ أبلغوهم بأنهم منشقون عن الجيش يُريدون مساعدة في الهُروب من البلاد، واتفقوا على مكان للقاء، لكن عند وصول القرويِّين الثلاثة قُنصَ أحدهم واعتقل الآخران. كما اغتيل الناشط مشعل التمو (معارض كردي بارز وعضو في المجلس الوطني السوري) في منزله بمدينة القامشلي، إذ اقتحمَ منزله 4 مسلحين وفتحوا النار على كل من في المكان، فأردوا مشعل قتيلاً، فيما أصابوا ابنه مارسيل والناشطة «زاهدة رشكيلو» - الذين كانا في المنزل أيضاً - برصاصات طائشة، ولاذوا بالفرار بعد ذلك مباشرة. وقد أدى اغتيال مشعل إلى خروج مظاهرات حاشدة مناهضة للنظام بأعداد تبلغ عشرات آلاف المتظاهرين في مناطق الأكراد بشمالي سوريا، وخصوصاً في مدينتي القامشلي وعامودا متهمة شبيحة النظام بقتله. كما تعرَّضت مجموعة من الشبيحة للناشط «رياض سيف» يوم الجمعة أمام مسجد الحسن في حي الميدان بدمشق في يوم الجمعة، واعتبرت الولايات المتحدة الأمريكية هذا الحادث بالإضافة إلى اغتيال مشعل تصعيداً من طرف النظام السوري في استهداف رموز المعارضة.
عُموماً خرجت المُظاهرات في جمعة المجلس الوطني في مدن عديدة في أنحاء سوريا، منها على سبيل المثال درعا وإنخل ونصيب وبصر الحرير ودوما وحرستا والزبداني وحمص (بابا عمرو - الإنشاءات - دير بعلبة) والقصير وحماة ودير الزور وإدلب وتل رفعت وبانياس واللاذقية وعامودا. لكن لم تستطع جميع المدن الخروج بالمظاهرات، ففي الرستن فرض الجيش حظر تجوال طوالَ يوم الجمعة، فيما حاصرَ الأمن مساجد بلدتي حرستا وعرطوز بريف دمشق لمنع خروج المظاهرات منهما، كما تعرَّضت المظاهرات لإطلاق نار عنيف في دير الزور ودوما، لكن على الرغم من ذلك فقد تمكن المتظاهرون من الخروج من 12 مسجداً في مدينة دوما مطالبين بإسقاط النظام. وحصل قمع مشابه للمظاهرات في معرة النعمان أدى إلى سُقوط 5 جرحى بين المتظاهرين. كما انشق جنود وضباط عن الجيش في مدينتي مسرابا ودوما، ودخلوا في اشتباكات عنيفة مع قوات الأمن.

#### 8 تشرين الأول «سبتمشعل تمو»
سقطَ بالمجمل خلال يوم السبت 8 أكتوبر الذي انطلقت فيه المظاهرات تحت شعار «سبت مشعل تمو» 14 قتيلاً، منهم 6 في القامشلي و3 في ريف حماة و3 في دوما و1 في الضمير و1 في حمص. ففي محافظة الحسكة شمالَ البلاد خرجَ حوالي 50ألف متظاهر لتشييع مشعل تمو - الذي كان قد اغتيل يوم الجمعة - في القامشلي وعامودا والدرباسية ورأس العين وعين العرب، وتمكن محتجو عامودا من إسقاط تمثال حافظ الأسد في المدينة، كما شهدت معظم هذه المدن إضراباً عاماً طوال اليوم احتجداجاً على اغتيال مشعل وأغلقت جميع محالها التجارية، فضلاً عن خروج مظاهرات أخرى تندد باغتياله في مدن عديدة منها حلب وعفرين واللاذقية وغيرها الكثير. في وقت لاحق من اليوم اقتحمَ الجيش مدينة سراقب وشن حملة أمنية فيها، كما دخلَ في اشتباكات قاسية مع «كتيبة أبي بكر الصديق» من الجيش السوري الحر في مدينة جسر الشغور. وفي محافظة حماة حاصرَ الجيش يوم السبت حي الفراية في حماة بـ100 آلية عسكرية واقتحمه وقتل فيه مدنياً وحداً، كما شن عملية أمنية عنيفة على قرية جبرين جنوبَ المدينة وقتل مدنيَّين فيها. وفي حمص قتلَ مدنيٌّ آخر برصاص قناصة في حي دير بعلبة، فيما قطعت الاتصالات عن معظم أحيائها وانتشرت فيها قوات أمنية كبيرة بكثافة عالية، وجنوب المدينة في القصير قطعت كافة الاتصالات وحشدت عشرات الدبابات في القرى المحيطة بالمدينة، كما قطعَ الجيش في اليوم ذاته الطريق بين حمص والحدود اللبنانية السورية. أما في ريف دمشق فقد شن الأمن حملات اعتقالات في الكسوة والسيدة زينب، أما في دوما فقد خرجت مظاهرات لتشييع قتلى يوم الجمعة، لكن الأمن أطلق عليها النار فقتل طفلاً ومتظاهراً وأصاب 14 شخصاً آخرين، فيما توفيَّ ثالث بجراح أصيب بها يوم الجمعة. وفي يوم السبت أيضاً سُلمت في مدينة الضمير جثة ناشط قتل تحت التعذيب بعد اعتقاله يوم الخميس.
وخارج سوريا، حاول متظاهرون - أغلبهم أكراد من أصل سوريّ - اقتحام السفارات السورية في بريطانيا وألمانيا والنمسا فضلاً عن مقرّ البعثة الدبلوماسية السورية في سويسرا. ففي لندن وجنيف اعتقلت الشرطة خمسة متظاهرين في كل مدينة من المدينتين بعد محاولتهم اقتحام السفارة السورية في بريطانيا ومقر البعثة السورية للأمم المتحدة في سويسرا، وفي برلين اقتحمَ 30 متظاهراً السفارة سلمياً، لكن الشرطة أخرجتهم منها لاحقاً، وفي فيينا اعتقلَ 11 متظاهراً بعد اقتحامهم السفارة. وعلى الصعيد الدوليّ، حسمت قيادة إقليم كردستان العراق ترددها الطويل وأعلنت تأييدها الكامل للاحتجاجات في مقابل موقف الحكومة العراقية المعادي لها.

#### 10 تشرين الأول
اعترفت ليبيا المتمثلة في المجلس الوطني الانتقالي بالمجلس الوطني السوري كممثل شرعي ووحيد للشعب السوري وقامت ليبيا باغلاق السفارة السورية في طرابلس. وبهذا تكون ليبيا أوّل دولة تعترف بالمجلس «ممثلاً وحيداً للشعب السوري».

#### 12 و13 تشرين الثاني (تعليق عضوية الجامعة العربية)
قررت جامعة الدول العربية خلال اجتماع طارئ لوزراء الخارجية العرب بأغلبية ساحقة (لم يعترض سوى سوريا واليمن ولبنان، وامتنع العراق) تعليق عضوية سوريا بدءا من الأربعاء (16-11-2011) لعدم التزامها بالمبادرة العربية التي تنص على وقف قمع المحتجين، وهدّدت الجامعة بمزيد من التصعيد ضد نظام الأسد وتدخّل لحماية المدنيين.
ويتضمّن القرار:
- تعليق مشاركة الوفود السورية في أنشطة الجامعة العربية ومنظماتها
- دعوة الدول العربية إلى سحب سفرائها من دمشق مع ترك القرار بتنفيذ ذلك بيَد كلّ دولة كمسألة سيادية. وأعلنت الجزائر أنها لن تسحب سفيرها من سوريا، فيما أعلن وزير الخارجية المصري محمد عمرو كامل رفض بلاده التدخل الخارجي في سوريا.
- التلويح بالاعتراف بالمجلس الوطني السوري الذي دُعي إلى زيارة الجامعة في غضون ثلاثة أيام لبحث «المرحلة الانتقالية المقبلة».
- السعي لتوفير الحماية للمدنيين السوريين، من خلال الاتصال الفوري بالمنظمات العربية المعنية. وفي حال عدم توقف أعمال العنف يقوم الأمين العام للجامعة نبيل العربي بالاتصال بالمنظمات الدولية المعنية بحقوق الإنسان بما فيها الأمم المتحدة.
- دعوة الجيش السوري إلى الكف عن استهداف المدنيين.
- توقيع عقوبات سياسية واقتصادية - لم يكشف عن مضمونها - على الحكومة السورية.

رحّبت غالبية جهات المعارضة السورية بالقرار، منها المجلس الوطني السوري وهيئة التنسيق الوطني للتغيير، وأبدى معارضون في الداخل (منهم رئيس تيار بناء الدولية السورية لؤي حسين) خشيتهم من «تدويل تام» للأزمة. وعبّر الشارع السوري عن ابتهاجه من خلال مظاهراته المستمرّة بأنحاء البلاد (بينها إدلب وحمص وحماة ودير الزور والحسكة)، إضافة إلى تظاهر سوريين ترحيباً بالقاهرة (حيث اجتماع الجامعة) وعواصم عربية أخرى منها عمّان.
وأثار القرار ترحيبا غربياً من الولايات المتحدة على لسان باراك أوباما (الذي كان يبحث المسألة السورية مع نظيره الروسي ديمتري مدفيدف بقمة أبيك) وفرنسا وألمانيا وبريطانيا، ووصفه أمين عام الأمم المتحدة بـ«القوي والشجاع»، كما رحبت منظمة العفو الدولية.
وردّت الحكومة السورية بغضب شديد، فقد شنّ مندوبا للجامعة يوسف أحمد هجوماً كلامياً غير مسبوق على دول عربية اعتبرها مسؤولة عن صدور القرار، وفي مقدمتها دول مجلس التعاون الخليجي، واصفاً أيّأهم بالـ«خونة»، معتبراً القرار مُملى من الغرب وغير قانوني ومخالف للميثاق والنظام الداخلي للجامعة و«لا يساوي الحبر الذي كتب به». ورغم ذلك، أعلن رئيس الحكومة السورية عادل سفر عزم الحكومة «استكمال عملية الإصلاح». وفي ليلة القرار، شنّ مئات من الموالين للنظام هجوماً على مقرات دبلوماسية أجنبية، بينها سفارتا السعودية وقطر والأردن بدمشق، وقنصليتي فرنسا وتركيا باللاذقية.
ورصد ناشطون مقتل 13 في حمص و11 آخرين في محافظات إدلب ودرعا وريف دمشق واللاذقية، وقصف مناطق وأحياء في حمص وحماة. وسجل المرصد السوري لحقوق الإنسان انشقاق لعسكريين في حي بابا عمرو بحمص، ومقتل 9 جنود نظاميين على يد منشقين بإدلب.

#### 16 تشرين الثاني
يوم الأربعاء 16-11-2011، أعلنت الهيئة العامة للثورة السورية أنّ منشقين عن القوات المسلحة السورية ينتمون إلى الجيش السوري الحر شنّوا هجوماً عسكرياً بالآر بي جي والرشاشات على مقر للاستخبارات الجوية السورية (المسؤولة عن منع الانشقاقات بجانب الاستخبارات العسكرية) بحرستا قرابة دمشق، دون اقتحامه، وتلى ذلك معركة بالأسلحة النارية. ويعتبر ذلك أوّل هجوم مسلّح على منشأة عسكرية تعلن عنه المعارضة، وكانت الهجمات المسلحة على الحواجز الأمنية والعسكرية قد بدأت في الظهور تدريجياً خلال الأيام والأسابيع السابقة مع استمرار المظاهرات العارمة بأنحاء سورية في اليوم ذاته ورصد سقوط 13 قتيلاً على يد نظام الأسد في ذات اليوم.

#### 11 كانون الثاني
- مقتل جيل جاكيه في حمص.

### فبراير/شباط

#### 8 شباط
- وقع 5 من كبار علماء دمشق ومشايخها على بيان  على فيسبوك.كانت مقدمته ((رسالة مفتوحة من علماء الشام، معذرة إلى ربكم ولعلهم يتقون))والعلماء الذين وقعوا هم: كريّم راجح، أسامة الرفاعي، سارية الرفاعي، محمد هشام برهاني، الدكتور محمد راتب النابلسي

#### 15 شباط
- الرئيس الأسد يصدر مرسوماً بتحديد 26 الجاري موعدا للاستفتاء على مشروع دستور الجمهورية العربية السورية

#### 16 شباط
- خروج تشييع على يوتيوبكبير للشهيد أسامة شعبان في منطفة المزة بدمشق
- اجتماع الأمانة العامة لهيئة الأمم المتحدة لبحث القرار العربي بشأن سوريا وقد صوتت عليه 137 دولة بالموافقة على القرار الأممي واعترضت 12 دولة وهم روسيا، الصين، فنزويلا، سوريا، كوبا، بوليفيا، نيكاراغوا، إيران، كوريا الشمالية، زيمبابوي، الأكوادور وإسرائيل وامتنع عن التصويت 17 دولة وقد تم تبني مسودة القرار[197]
- اعتقال حوالي الـ 19 ناشط سياسي من بينهم رزان زيتونة

#### 17 شباط (جمعة المقاومة الشعبية)
- بالإضافة إلى زخم المظاهرات بشكل عام فقد تصعد الوضع في منطقة المزة والتي سقط فيها 3 شهداء وهم الشهيد حسام الأصفر، بلال طويلة، محمود كرمة نتيجة اقتحام الحي.
- بدء الدولة ببرنامج جديد لتقنين الكهرباء حيث أصبحت تطفء في معظم أحياء المدينة حوالي الـ6 ساعات مقسمة على فترتين أو ثلاث فترات، اما بالنسبة للريف فالمناطق التي لا تشهد زخم كبير بنقاط الاحتجاج أو لا تشهد أبداً مثل جرمانا والمليحة فتطفء حوالي الـ12 ساعة موزعة على 4 فترات
- كما أصبح هناك نوع جديد من التصعيد وذلك من خلال التكبير من البيوت في قلب العاصمة دمشق بشكل يومي من الساعة 12:00 مساءً ولمدة ربع ساعة ومن أوائل من قام بها في دمشق منطقة حرستا ودوما والريف ثم لحقت بهم منطقة القدم وانتقل حاليا إلى حي الميدان والزاهرة والمزة وكفرسوسة وبعض مناطق البرامكة

#### 18 شباط
- خروج تشييع حاشد يعتبر الأكبر من نوعه في دمشق منذ بداية الاحتجاجات في منطقة المزة شيخ سعد بجانب الجامع الكبير وذلك بسبب اتفاق مع الأمن بأن لا يقترب من المشيعين ضمن شرطين أساسيين وهما :

1. ألا يقومو بشتم الرئيس
2. أن لا يتعرضوا لرجال الأمن بالحجارة وما إلى ذلك

ولكن الأمن أخل بالميثاق وغدر بالمشيعين وقد اغلقت المنطقة بضعة ساعات ونتج من جراء ذلك شهيد جديد وهو الشهيد سامر الخطيب وعدد كبير من الجرحى
و من بينهم ابن شقيق بشار الجعفري وأخت وليد المعلم

#### 19 شباط (أحد العصيان المدني)
- تم تشييع الشهيد سامر الخطيب الذي سقط بالمزة من مسجد الفاروق بعد اجبار الأمن على التشييع الساعة السادسة والنصف صباحا[198]
- دعا الناشطون السوريون إلى العصيان المدني والإضراب يوم الأحد وقد كان الإضراب ملحوظ بشكل كبير في مناطق ريف دمشق
- 24 شهيد كانت حصيلة اليوم معظمهم من ادلب وحمص ومن بين القتلى في إدلب النائب العام في المحافظة نضال غزال والقاضي محمد زيادة[199]
- استنفار امني واضح وكثيف بالعاصمة السورية دمشق
- استدعت القاهرة سفيرها من سوريا شوقي إسماعيل وقررت ابقائه عندها حتى اشعار آخر[200]
- وجه أهالي حي بابا عمرو في حمص رسالة المجلس الوطني وقدمها خالد أبو صلاح بالنيابة عنهم وطالبهم بأمرين أساسيين:

1. تقديم طلب إلى امنظمة الهلال الأحمر على العجل لمحاولة إدخال المساعدات الطبية
2. عقد المؤتمرات الصحفية لفضح جرائم النظام وايصال صوت أهالي الحي إلى كافة المنظمات الحقوقية والإنسانية وإلى الرأي العام العربي والدولي [201]

- الإعلان عن تأسيس تيار سياسي جديد باسم تيار التغيير الوطني يسعى لإسقاط النظام وترسيخ أهداف الثورة ودعم الجيش الحر ووقّع على تأسيسه نحو 80 شخصية معارضة وحقوقيون ورجال دين

#### 20 شباط
- تطورت الأوضاع أكثر اليوم بالعاصمة حيث قام مجموعة من الشباب برفع علم الاستقلال في منطقة كفرسوسة على جسر الجوزة شاهد على يوتيوب
- خرجت مظاهرات في مناطق حساسة حيث شارك حي أبو رمانة البارحة بمظاهرة كان قوامها حوالي ال100 شخص شاهد على يوتيوب, كما خرجت مظاهرة اليوم أيضا عند ساحة التحرير القريبة من فرع المخابرات الجوية شاهد على يوتيوبوكان العدد بين 100-150، وقد تم قطع الطريق في مركز المدينة بمنطقة البرامكة شاهد على يوتيوبوأيضا خرجت مظاهرة في منطقة كفرسوسة خلف مجمع شام سيتي سنتر شاهد على يوتيوبوخرج الأحرار أيضا بمنطقة مخيم اليرموك نصرة للشعب السوري شاهد على يوتيوب فكلها كانت بمثابة ضربات متتالية للنظام.
- توارد أخبار عن امتداد أزمة للخبز في اللاذقية
- تواصل الحملات الأمنية في عدد من المناطق في حلب وادلب
- دعوات عربية للقاء أممي بشأن سوريا[202]
- وصلت سفينتان حربيتان إيرانيتان إلى مرفأ طرطوس في سوريا، اليوم الاثنين في مهمة «تدريب» للبحرية السورية[203]
- محصلة اليوم من الشهداء 21 من بينهم 3 أطفال معظمهم من بابا عمرو وأنباء عن تفاقم الوصع الإنساني المزري في مدينة حمص بسبب القصف العنيف من قبل قوات النظام [204]
- تفاوض الصليب الأحمر مع كافة الأطراف السورية لوقف القتال وتوصيل المعونات الطبية اللازمة[205]

#### 21 شباط
- مقتل الناشط رامي السيد وهو أهم صحفي ومصور نقل أحداث بابا عمرو[206] حيث بقي ينزف في المستشفى الميداني لأكثر من ثلاث ساعات [207] وهذا آخر ما صوّر شاهد

وقد ظهر صديق رامي السيد الحر ابن الحر خالد أبو صلاح وكان يرثي صديقه حيث وصف صديقه بشهيد الحقيقة واكد على المسلمين ان الله سوف يسالنا يوم القيامة عن تخاذلنا شاهد على يوتيوب

#### 22 شباط <أربعاء رامي السيد>
- قصف على حمص مما أدى إلى مقتل الصحفي الفرنسي ريمي اوتليك والأمريكية ماري كولفين[208] بالإضافة إلى جرح 4 أخرى ن أحدهم يعمل بال بي بي سي ومن الجرحى أيضا الصحفية إديت بوفييه من صحيفة لو فيجارو الفرنسية والمصور البريطاني بول كونروي وحالتهم خطيرة شاهد على يوتيوب[209]
- بريطانيا استدعت السفير السوري في لندن سامي خيامي على خلفية مقتل الصحفيين في حمص[210]
- دخلت حلب بقوة من حيث التصعيد حيث رفعت ثلاثة أعلام للاستقلال على السارية في ساحة كلية الطب البشري شاهد على يوتيوبشاهد على يوتيوب
- شهدت حلب مظاهرات جامعية خرج بها الشباب الجامعي من كلية الهندسة الزراعية والطب البشري والصيدلة شاهد على يوتيوبوكلية المعلوماتية شاهد على يوتيوبوكلية العلوم شاهد على يوتيوبوكلية الهندسة الكهربائية شاهد على يوتيوبوكلية الميكانيك شاهد على يوتيوبوالهندسة المعمارية والمدينة الجامعية وقد تعرض بعضها لإطلاق نار شاهد على يوتيوب
- تم رجم صور الأسد الأب والأبن في جامعة حلب شاهد
- رفع علم الاستقلال على الطريق الاوتوستراد دمشق - درعا علم%20الاستقلال%20 على%20اتوستراد%20 دمشق-درعا%2022-2-2012 م%20 شاهد
- تزايد الاقتحامات في دمشق لتشمل حي جوبر والزبلطاني والمزة وعربين وحرستا
- مشاركة حي الشعلان بالتظاهر شاهد على يوتيوب
- تأدية ما يسمى نشاط الوفاء في حي الميدان الدمشقي متحديا الأمن شاهد على يوتيوب
- ازدياد نشاط المعارض الذي يسمي نفسه حسين جبري أبو زهير على صفحته بالفيس بوك شاهد  على فيسبوك.حيث يجري اتصالات عن طريق الفيس بوك مع افراد من الجيش ومع مؤسسات حكومية وشخصيات بارزة في سبيل فضح الحكومة والنظام
- أغنية جديدة من الثورة في قدسيا «يا عرب قتلتونا» شاهد على يوتيوب

## وصلات خارجية
- صفحة الثورة السورية ضد بشار الأسد على موقع فيسبوك..  على فيسبوك.15/3/2011 م.
- دوروثي بارفاز تتحدث عن وحشية النظام السوري...
- مقال للمفكر هيثم مناع عن تسلط الأجهزة الأمنية في سوريا...
- مقال للمفكر أمجد ناصر: عندما تهاوت تماثيل حافظ الأسد، قراءة لكتاب «السيطرة الغامضة» للكاتبة والأكاديمية الأميركية ليزا وادين...
- مقطع على اليوتيوب يظهر مخاوف النظام في سوريا من الإعلام.. على يوتيوب17/2/2011 م.
- السوريون يمزقون صورة كبيرة للرئيس بشار الأسد موجودة على نصب ضخم في درعا.. على يوتيوب25/3/2011 م.
- تمزيق صورة كبيرة لحافظ الأسد على مدخل نادي الضباط في حمص وركلها بالأقدام.. على يوتيوب25/3/2011 م.
- لأول مرة في سوريا المتظاهرون في دمشق يردون هتاف الشعب يريد إسقاط النظام.. على يوتيوب25/3/2011 م.
- مقطع مؤثر لأم ثكلى من مدينة درعا ترثي ابنها الذي قتله النظام السوري بقصيدة شجية.. على يوتيوب.
- نساء بانياس والبيضا الشجاعات يقطعن الطريق السريع حتى تحرير رجالهن.. على يوتيوب.
- مقطع يظهر فيه البشاعة في التعذيب من قبل قوات الأمن السورية.. على يوتيوب.
- فيديو لمقبرة جماعية بدرعا البلد بتلة محمد الساري.. على يوتيوب.
- ترويع الآمنين في بابا عمرو بحمص من قبل عناصر النظام واعتقال طفل وترهيبه بصورة بشعة.. على يوتيوب.
- مقطع فيديو لأحد رجال الدين في السعودية يدعو لفتح باب الجهاد في الشام على يوتيوب